# الطواف العالمي لكرة المضرب النسائية برعاية الاتحاد الدولي لكرة المضرب – 2024 (يوليو–سبتمبر)
أقيم الطواف العالمي لكرة المضرب النسائية لسنة 2024 برعاية الاتحاد الدولي لكرة المضرب ويندرج ضمن الرتبة الثانية لمنافسات المحترفات في كرة المضرب. يحتل مرتبة أدنى من جولة رابطة محترفات كرة المضرب (WTA). تشمل جولة الاتحاد الدولي لكرة المضرب للسيدات بطولات في ست فئات مع جوائز مالية تتراوح من 15،000 دولار إلى 100،000 دولار.

## المواسم
| مواسم الطواف العالمي لكرة المضرب النسائية برعاية الاتحاد الدولي لكرة المضرب | مواسم الطواف العالمي لكرة المضرب النسائية برعاية الاتحاد الدولي لكرة المضرب | مواسم الطواف العالمي لكرة المضرب النسائية برعاية الاتحاد الدولي لكرة المضرب | مواسم الطواف العالمي لكرة المضرب النسائية برعاية الاتحاد الدولي لكرة المضرب | مواسم الطواف العالمي لكرة المضرب النسائية برعاية الاتحاد الدولي لكرة المضرب | مواسم الطواف العالمي لكرة المضرب النسائية برعاية الاتحاد الدولي لكرة المضرب | مواسم الطواف العالمي لكرة المضرب النسائية برعاية الاتحاد الدولي لكرة المضرب | مواسم الطواف العالمي لكرة المضرب النسائية برعاية الاتحاد الدولي لكرة المضرب | مواسم الطواف العالمي لكرة المضرب النسائية برعاية الاتحاد الدولي لكرة المضرب | مواسم الطواف العالمي لكرة المضرب النسائية برعاية الاتحاد الدولي لكرة المضرب |
| تسعينيات القرن العشرين                                                      | تسعينيات القرن العشرين                                                      | تسعينيات القرن العشرين                                                      | تسعينيات القرن العشرين                                                      | تسعينيات القرن العشرين                                                      | تسعينيات القرن العشرين                                                      | تسعينيات القرن العشرين                                                      | تسعينيات القرن العشرين                                                      | تسعينيات القرن العشرين                                                      | تسعينيات القرن العشرين                                                      |
| --------------------------------------------------------------------------- | --------------------------------------------------------------------------- | --------------------------------------------------------------------------- | --------------------------------------------------------------------------- | --------------------------------------------------------------------------- | --------------------------------------------------------------------------- | --------------------------------------------------------------------------- | --------------------------------------------------------------------------- | --------------------------------------------------------------------------- | --------------------------------------------------------------------------- |
| 1994                                                                        | 1995                                                                        | 1995                                                                        | 1996                                                                        | 1997                                                                        | 1998                                                                        | 1999                                                                        |                                                                             |                                                                             |                                                                             |
| العقد الأول من القرن 21                                                     |                                                                             |                                                                             |                                                                             |                                                                             |                                                                             |                                                                             |                                                                             |                                                                             |                                                                             |
| 2000                                                                        | 2001                                                                        | 2002                                                                        | 2003                                                                        | 2004                                                                        | 2005                                                                        | 2006                                                                        | 2007                                                                        | 2008 الربع الأول · الربع الثاني · الربع الثالث                              | 2009                                                                        |
| العقد الثاني من القرن 21                                                    |                                                                             |                                                                             |                                                                             |                                                                             |                                                                             |                                                                             |                                                                             |                                                                             |                                                                             |
| 2010 الربع الأول · الربع الثاني · الربع الثالث · الربع الرابع               | 2011 الربع الأول · الربع الثاني · الربع الثالث · الربع الرابع               | 2012 الربع الأول · الربع الثاني · الربع الثالث · الربع الرابع               | 2013 الربع الأول · الربع الثاني · الربع الثالث · الربع الرابع               | 2014 الربع الأول · الربع الثاني · الربع الثالث · الربع الرابع               | 2015 الربع الأول · الربع الثاني · الربع الثالث · الربع الرابع               | 2016 الربع الأول · الربع الثاني · الربع الثالث · الربع الرابع               | 2017 الربع الأول · الربع الثاني · الربع الثالث · الربع الرابع               | 2018 الربع الأول · الربع الثاني · الربع الثالث · الربع الرابع               | 2019 الربع الأول · الربع الثاني · الربع الثالث · الربع الرابع               |
| العقد الثالث من القرن 21                                                    |                                                                             |                                                                             |                                                                             |                                                                             |                                                                             |                                                                             |                                                                             |                                                                             |                                                                             |
| 2020 الربع الأول · الربع الثاني · الربع الثالث · الربع الرابع               | 2021 الربع الأول · الربع الثاني · الربع الثالث · الربع الرابع               | 2022 الربع الأول · الربع الثاني · الربع الثالث · الربع الرابع               | 2023 الربع الأول · الربع الثاني · الربع الثالث · الربع الرابع               | 2024 الربع الأول · الربع الثاني · الربع الثالث · الربع الرابع               | 2025 الربع الأول · الربع الثاني · الربع الثالث · الربع الرابع               |                                                                             |                                                                             |                                                                             |                                                                             |

## المفتاح
| الفئة                  |
| ---------------------- |
| بطولات W100 ($100,000) |
| بطولات W75 ($60,000)   |
| بطولات W50 ($40,000)   |
| بطولات W25 ($25,000)   |
| بطولات W15 ($15,000)   |

## شهر

### يوليو
| الأسبوع  | البطولة                                                                             | الفائزات                                                        | الوصيفات                                  | المتأهلات لنصف النهائي                        | المتأهلات لربع النهائي                                                                 |
| -------- | ----------------------------------------------------------------------------------- | --------------------------------------------------------------- | ----------------------------------------- | --------------------------------------------- | -------------------------------------------------------------------------------------- |
| 1 يوليو  | Open International Féminin de Montpellier مونبلييه، فرنسا ترابية W75 أفراد – زوجي   | ماجا تشوالينسكا 6–3، 6–2                                        | أوكسانا سيليخميتيفا                       | جيل تيخمان سارة سايتو                         | ماري بينوا نوريا باريزاس دياز جوستينا ميكولسكيت رالوكا سيربان                          |
| 1 يوليو  | Open International Féminin de Montpellier مونبلييه، فرنسا ترابية W75 أفراد – زوجي   | ماريانا درازيتش · إيرينا شيمانوفيتش · 1–6، 6–4، [10–8]          | إلينا بريدانكينا · إيكاترينا ياشنا        | جيل تيخمان سارة سايتو                         | ماري بينوا نوريا باريزاس دياز جوستينا ميكولسكيت رالوكا سيربان                          |
| 1 يوليو  | شتوتغارت-فايهينغن، ألمانيا ترابية W35 القرعة الفردية والزواجية                      | إيلا سيديل 6–4، 6–3                                             | كريستينا دينو                             | جولي شترابلوفا ميريام بولغارو                 | ماري فوغت لارا شميت Victoria Rodríguez يوكي نايتو                                      |
| 1 يوليو  | شتوتغارت-فايهينغن، ألمانيا ترابية W35 القرعة الفردية والزواجية                      | كريستينا دينو نيكا راديسيتش 3–6، 6–4، [10–4]                    | جاسماين جيمبرير ستيفاني فيشر              | جولي شترابلوفا ميريام بولغارو                 | ماري فوغت لارا شميت Victoria Rodríguez يوكي نايتو                                      |
| 1 يوليو  | هونغ كونغ، هونغ كونغ صلبة W35 القرعة الفردية والزواجية                              | يوديس تشونغ 6–3، 6–3                                            | ياو شينكسين                               | هاروكا كاجي هيمينو ساكاتسومي                  | كو يون-وو · هيرومي آبي · تاتيانا بروزوروفا · كودي وونغ                                 |
| 1 يوليو  | هونغ كونغ، هونغ كونغ صلبة W35 القرعة الفردية والزواجية                              | يوديس تشونغ كودي وونغ 6–4، 3–6، [10–7]                          | هيرومي آبي ساكي إيماورا                   | هاروكا كاجي هيمينو ساكاتسومي                  | كو يون-وو · هيرومي آبي · تاتيانا بروزوروفا · كودي وونغ                                 |
| 1 يوليو  | بي إم دبليو روما كب روما، إيطاليا تراب W35 قرعة الفردي والزوجي                      | نوريا برانكاشيو 7–6(8–6)، 6–1                                   | فارفارا ليبتشينكو                         | تاتيانا بييري كارلوتا مارتينيز ثيريث          | فاني ستولار فيرناندا لابرانيا ليوني كونغ إليونورا ألفيسي                               |
| 1 يوليو  | بي إم دبليو روما كب روما، إيطاليا تراب W35 قرعة الفردي والزوجي                      | يفون كافاسيه رييميرس أورورا زانتديشي 6–4، 6–4                   | ليوني كونغ راشيدا ماكادو                  | تاتيانا بييري كارلوتا مارتينيز ثيريث          | فاني ستولار فيرناندا لابرانيا ليوني كونغ إليونورا ألفيسي                               |
| 1 يوليو  | أمستلفين وومنز أوبن أمستلفين، هولندا تراب W35 قرعة الفردي والزوجي                   | جايمي فورليس 7–6(7–2)، 2–6، 6–1                                 | بيرفو جينجيس                              | أنوك كوفيرمانس صوفيا كوستولاس                 | مينا هودزيتش بيترا هول منى بارثل كاثارينا هوبجارسكي                                    |
| 1 يوليو  | أمستلفين وومنز أوبن أمستلفين، هولندا تراب W35 قرعة الفردي والزوجي                   | ميكايلا كرايتشيك إيفا فيدر Walkover                             | فيكتوريا كان · إيكاترينا ماكاروفا         | أنوك كوفيرمانس صوفيا كوستولاس                 | مينا هودزيتش بيترا هول منى بارثل كاثارينا هوبجارسكي                                    |
| 1 يوليو  | هيلكريست، جنوب أفريقيا صلب W35 قرعة الفردي والزوجي                                  | زوي كروجر 6–2، 6–3                                              | كسينيا لاسكوتوفا                          | لارا بفيفر داريا سوفيردجونكوفا                | صوفيا أفتانيو إليسا فانلانغيندونك مادلينا جيوردانو ماتيلد مارياني                      |
| 1 يوليو  | هيلكريست، جنوب أفريقيا صلب W35 قرعة الفردي والزوجي                                  | كسينيا لاسكوتوفا · فيرينا ميليس · 6–2، 7–5                      | إيزابيلا كروجر زوي كروجر                  | لارا بفيفر داريا سوفيردجونكوفا                | صوفيا أفتانيو إليسا فانلانغيندونك مادلينا جيوردانو ماتيلد مارياني                      |
| 1 يوليو  | غوتكسو، إسبانيا تراب (i) W35 قرعة الفردي والزوجي                                    | سولانا سييرا 6–2، 6–1                                           | لوسيا كورتيز لوركا                        | أنجيلا فيتا بولودا أوليكساندرا أولينكوفا      | نيكول فوسا هيرجو · ميكيلا لاكي · لورا هييتارانتا · ألينا تشاريفا                       |
| 1 يوليو  | غوتكسو، إسبانيا تراب (i) W35 قرعة الفردي والزوجي                                    | آنا روجرز ألانا سميث 6–0، 7–6(9–7)                              | مارثا ماتولا سيوني مينديز                 | أنجيلا فيتا بولودا أوليكساندرا أولينكوفا      | نيكول فوسا هيرجو · ميكيلا لاكي · لورا هييتارانتا · ألينا تشاريفا                       |
| 1 يوليو  | ناخون سي ثامارات، تايلاند صلب W35 قرعة الفردي والزوجي                               | باتشارين تشيبشاندج 6–2، 6–3                                     | كيوكا أوكامورا                            | بينجتارن بليبويتش إيري شيميزو                 | أيانو شيميزو هارونا أراكاوا مونيك باري جيونج بو يونغ                                   |
| 1 يوليو  | ناخون سي ثامارات، تايلاند صلب W35 قرعة الفردي والزوجي                               | جيونج بو يونغ رينون أوكوواكي 2–6، 7–5، [10–7]                   | فايدي تشاوداري بينجتارن بليبويتش          | بينجتارن بليبويتش إيري شيميزو                 | أيانو شيميزو هارونا أراكاوا مونيك باري جيونج بو يونغ                                   |
| 1 يوليو  | تيانجين، الصين صلب W15 قرعة الفردي والزوجي                                          | هوانغ يوجيا 7–5، 6–4                                            | بريسكا مادلين نوجروهو                     | تشين مينجي قوه ميتشي                          | جوزال آينيتدينوفا · سون ييفان · زون فانجيينغ · آنا سنيجيريفا                           |
| 1 يوليو  | تيانجين، الصين صلب W15 قرعة الفردي والزوجي                                          | هوانغ يوجيا زون فانجيينغ 6–0، 6–1                               | أيتياجولي أيكسييرفو وانج جياكي            | تشين مينجي قوه ميتشي                          | جوزال آينيتدينوفا · سون ييفان · زون فانجيينغ · آنا سنيجيريفا                           |
| 1 يوليو  | موغيرود، المجر طين W15 قرعة الفردي والزوجي                                          | كريستينا دياث أدروفير 6–4، 1–6، 6–3                             | إستير ميري                                | ألينا جرانفير صوفيا ميلاطوفا                  | أماريسا كيارا توث سلمى دروغدوفا ليندا شيفتشيكوفا كاترينا ماندليكوفا                    |
| 1 يوليو  | موغيرود، المجر طين W15 قرعة الفردي والزوجي                                          | كاترينا ماندليكوفا إنغريد فوجيناكوفا 6–2، 7–5                   | بانا بارثا كاترينا تسيجوروفا              | ألينا جرانفير صوفيا ميلاطوفا                  | أماريسا كيارا توث سلمى دروغدوفا ليندا شيفتشيكوفا كاترينا ماندليكوفا                    |
| 1 يوليو  | غالاتس، رومانيا طين W15 قرعة الفردي والزوجي                                         | باتريسيا ماريا تيغ 6–4، 6–2                                     | إلينا روكساندرا بيرتيا                    | سارة دولز كارولا باتريسيا بيجينارو            | لافينيا تاناسي جورجيا كراتشون إيوان زفونارو ديمي تران                                  |
| 1 يوليو  | غالاتس، رومانيا طين W15 قرعة الفردي والزوجي                                         | مارا جاي لافينيا تاناسي 6–2، 6–1                                | أوليفيا بيرجلر ماريا بودورايفا            | سارة دولز كارولا باتريسيا بيجينارو            | لافينيا تاناسي جورجيا كراتشون إيوان زفونارو ديمي تران                                  |
| 1 يوليو  | كورشومليسكا بانيا، صربيا طين W15 قرعة الفردي والزوجي                                | جيبيك كولامباييفا 2–6، 6–4، 6–2                                 | ليزا زار                                  | ميتشيلا بايرلوفا إميلي فيلكر                  | كارمن أندريه هيرا شتيفانيا بوجيكا جوليا ستاماتوفا أناستاسيا زابارينيك                  |
| 1 يوليو  | كورشومليسكا بانيا، صربيا طين W15 قرعة الفردي والزوجي                                | فالنتينا ايفانوف ليزا زار 6–4، 6–7(1–7)، [10–8]                 | ميتشيلا بايرلوفا يلينا سفيجانوف           | ميتشيلا بايرلوفا إميلي فيلكر                  | كارمن أندريه هيرا شتيفانيا بوجيكا جوليا ستاماتوفا أناستاسيا زابارينيك                  |
| 1 يوليو  | المنستير، تونس صلب W15 قرعة الفردي والزوجي                                          | ياسمين منصوري 6–3، 6–1                                          | نويليا بوزو زانوتي                        | أناستاسيا جاسانوفا · لميس الحسين عبد العزيز   | جينا ماري ديتمن أرليندا روشيتي بيرتا باسولا أنيا فيلدغروبر                             |
| 1 يوليو  | المنستير، تونس صلب W15 قرعة الفردي والزوجي                                          | لميس الحسين عبد العزيز · أجلايا فيدوروفا · 6–3، 3–6، [10–5]     | ألكسندرا يورداتشي ليزا فارول              | أناستاسيا جاسانوفا · لميس الحسين عبد العزيز   | جينا ماري ديتمن أرليندا روشيتي بيرتا باسولا أنيا فيلدغروبر                             |
| 1 يوليو  | ليكود، الولايات المتحدة صلب W15 قرعة الفردي والزوجي                                 | راشيل جايلس 6–3، 6–4                                            | إنديا هاوتون                              | أليكسيس نجوين كلوي نويل                       | شارلوت شافاتيبون أسبن شومان مليكة رابولو براندي ووكر                                   |
| 1 يوليو  | ليكود، الولايات المتحدة صلب W15 قرعة الفردي والزوجي                                 | مليكة رابولو أنيتا ساهدييفا 4–6، 6–2، [8–10]                    | كارولين أنصاري جابرييلا برودفوت           | أليكسيس نجوين كلوي نويل                       | شارلوت شافاتيبون أسبن شومان مليكة رابولو براندي ووكر                                   |
| 8 يوليو  | بطولة ATV للتنس روما، إيطاليا طين W75 فردي – زوجي                                   | أوكسانا سيليخميتيفا · 1–6، 6–7(3–7)                             | لينا جورشيسكا                             | بيترا مارشينكو ليا بوشكوفيتش                  | جيومار مارستاني فارفارا ليبتشينكو جورجيا بيدوني فيكتوريا خيمينيز كاسينتسيفا            |
| 8 يوليو  | بطولة ATV للتنس روما، إيطاليا طين W75 فردي – زوجي                                   | ليوني كونغ فاسنتي شيندي 6–4، 4–6، [7–10]                        | ماتيلدا باوليتي بياتريس ريشي              | بيترا مارشينكو ليا بوشكوفيتش                  | جيومار مارستاني فارفارا ليبتشينكو جورجيا بيدوني فيكتوريا خيمينيز كاسينتسيفا            |
| 8 يوليو  | الاتحاد الدولي للتنس لاهاي لاهاي، هولندا طين W75 فردي – زوجي                        | أرانتشا روس 1–6، 6–4، 2–6                                       | جينا فايسل                                | ناستازيا شونك دومينيكا شالكوفا                | جانغ سو جونج فيكتوريا مبوكو رالوكا سربان ديانا رادانوفيتش                              |
| 8 يوليو  | الاتحاد الدولي للتنس لاهاي لاهاي، هولندا طين W75 فردي – زوجي                        | جيمي فورليس بيترا هولي 4–6، 2–6                                 | أنيلن باكر سارة فان إمست                  | ناستازيا شونك دومينيكا شالكوفا                | جانغ سو جونج فيكتوريا مبوكو رالوكا سربان ديانا رادانوفيتش                              |
| 8 يوليو  | كوريوش، البرتغال صلب W50 سحوبات الفردي والزوجي                                      | غابرييلا كنوتسون 1–6، 3–6                                       | مريم بولكفادزي                            | تيريزا مارتينكوفا · فاليريا سافينيخ           | ماي هونتوما لينا غلشكو ساياكا إيشي ماتيلدا خورخي                                       |
| 8 يوليو  | كوريوش، البرتغال صلب W50 سحوبات الفردي والزوجي                                      | مارتينا كوبكا آنا روجرز 1–6، 4–6                                | ماتيلدا خورخي إلينا ميتشيتش               | تيريزا مارتينكوفا · فاليريا سافينيخ           | ماي هونتوما لينا غلشكو ساياكا إيشي ماتيلدا خورخي                                       |
| 8 يوليو  | تيانجين، الصين صلب W35 سحوبات الفردي والزوجي                                        | هينا إينووي 6–4، 6–3                                            | ليو فانجزو                                | بولينا ياتسينكو · لي زونغيو                   | وي سيتجيا وانغ جياكي تشيهيرو موراموتسو شي هان                                          |
| 8 يوليو  | تيانجين، الصين صلب W35 سحوبات الفردي والزوجي                                        | قو ميكي شياو تشنغهوا 6–4، 6–2                                   | ساكورا هوسوجي ميساكي ماتسودا              | بولينا ياتسينكو · لي زونغيو                   | وي سيتجيا وانغ جياكي تشيهيرو موراموتسو شي هان                                          |
| 8 يوليو  | أشافنبورغ، ألمانيا ترابية W35 فردي وزوجي السحب                                      | ماديسون سيج 6–4، 6–4                                            | نيكا راديشيك                              | هان فانديونكل مارثا ماتولا                    | يلينا إن-ألبون إميلي سيبولد لارا شميت كارولينا كوهل                                    |
| 8 يوليو  | أشافنبورغ، ألمانيا ترابية W35 فردي وزوجي السحب                                      | جاسمن جمبرير ستيفاني فيشر 6–1، 1–6، [10–3]                      | أندريا بريزاكريو جولي شترونبلوفا          | هان فانديونكل مارثا ماتولا                    | يلينا إن-ألبون إميلي سيبولد لارا شميت كارولينا كوهل                                    |
| 8 يوليو  | بوزاو، رومانيا ترابية W35 فردي وزوجي السحب                                          | كايتلين كيفيدو 3–6، 7–6(9–7) ، 7–6(8–6)                         | باتريسيا ماريا تيغ                        | أليس توبيلو باربورا باليكوفا                  | سولانا سيريرا أوليكساندرا أولينكوفا يوكي نايتو ليديا إنشيفا                            |
| 8 يوليو  | بوزاو، رومانيا ترابية W35 فردي وزوجي السحب                                          | لورا هييتارانتا نينا فارجوفا 6–3، 6–4                           | بريانا سزابو باتريسيا ماريا تيغ           | أليس توبيلو باربورا باليكوفا                  | سولانا سيريرا أوليكساندرا أولينكوفا يوكي نايتو ليديا إنشيفا                            |
| 8 يوليو  | دون بينيتو، إسبانيا سجاد W35 فردي وزوجي السحب                                       | فيكتوريا كوزموفا 6–2، 3–6، 6–4                                  | ناتاليا كوستيتش                           | تاميرا باسيك ليندا كليميوفيتسوفا              | بيمرا أوزجن · تامارا كوستيتش · أولغا باريس أزكويتيا · فيتاليا دياتشينكو                |
| 8 يوليو  | دون بينيتو، إسبانيا سجاد W35 فردي وزوجي السحب                                       | تامارا كوستيتش أولغا باريس أزكويتيا 3–6، 6–4، [10–6]            | إيزابيلا باريرا أجوير · فيتاليا دياتشينكو | تاميرا باسيك ليندا كليميوفيتسوفا              | بيمرا أوزجن · تامارا كوستيتش · أولغا باريس أزكويتيا · فيتاليا دياتشينكو                |
| 8 يوليو  | لوخان، الأرجنتين ترابية W15 فردي وزوجي السحب                                        | لوسيانا بيريز ألركون 7–5 انسحاب                                 | لوسينا جيوفانيني                          | جازمين أورتينزي جاستينا ماريا غونزاليس دانييل | كيارة دي جنوفا كارلا ماركوس كاميلا روميرو ميشيلا كاسترو زونينو                         |
| 8 يوليو  | لوخان، الأرجنتين ترابية W15 فردي وزوجي السحب                                        | جازمين أورتينزي لوسيانا بيريز ألركون 6–4، 7–5                   | رومينا كونوس ماريا فلورنسيا أوروتيا       | جازمين أورتينزي جاستينا ماريا غونزاليس دانييل | كيارة دي جنوفا كارلا ماركوس كاميلا روميرو ميشيلا كاسترو زونينو                         |
| 8 يوليو  | بيسي-شامبيري، فرنسا صلبة W15 فردي وزوجي السحب                                       | إيلا مكدونالد 6–0، 6–1                                          | كاترينا أوفشارينكو                        | كارولين روميو مارين سوزتاك                    | رانيا عزيز كلوي نويل أوفيلي بولاي فيولا توريني                                         |
| 8 يوليو  | بيسي-شامبيري، فرنسا صلبة W15 فردي وزوجي السحب                                       | أريانا أريفولينا · كاترينا أوفشارينكو · 6–1، 6–1                | فيولا توريني ماريا فيتوريا فيفياني        | كارولين روميو مارين سوزتاك                    | رانيا عزيز كلوي نويل أوفيلي بولاي فيولا توريني                                         |
| 8 يوليو  | غردجيسك مازوفيتسكي، بولندا صلبة W15 فردي وزوجي السحب                                | رادكا زلنشكوفا 6–4، 6–2                                         | كاثرين بارنز                              | آفا هراستار كاترينا كوزموفا                   | إميليا تفيريونايت أوليفيا لينسر سلمى دروجدوفا سابين روتلاوكا                           |
| 8 يوليو  | غردجيسك مازوفيتسكي، بولندا صلبة W15 فردي وزوجي السحب                                | أنيتا لابوتكوفا إليز مالوني 6–1، 3–6، [10–3]                    | آنماري لازار ألكساندرا زوتشانيسكا         | آفا هراستار كاترينا كوزموفا                   | إميليا تفيريونايت أوليفيا لينسر سلمى دروجدوفا سابين روتلاوكا                           |
| 8 يوليو  | كورشوملييسكا بانيا، صربيا طين W15 قرعة الفردي والزوجي                               | داريا فيدمانوفا 6–1، 7–6(7–5)                                   | كاميللا بارتوني                           | أنيا ستانكوفيتش ميكائيلا بايرلوفا             | دونيا مارك كاترينا سترسناكوفا فالنتينا ايفانوف أندريا أبرادوفيتش                       |
| 8 يوليو  | كورشوملييسكا بانيا، صربيا طين W15 قرعة الفردي والزوجي                               | كاميللا بارتوني داريا فيدمانوفا 6–4، 6–2                        | ديميترا بافلو أنيا ستانكوفيتش             | أنيا ستانكوفيتش ميكائيلا بايرلوفا             | دونيا مارك كاترينا سترسناكوفا فالنتينا ايفانوف أندريا أبرادوفيتش                       |
| 8 يوليو  | ناخون سي تامارات، تايلاند صلب W15 قرعة الفردي والزوجي                               | باتشارين شيابشاندجي 7–6(11–9)، 6–2                              | أليسيا سميث                               | هيكارو ساتو بانين كوفابيتوكتيد                | تايرا ليثيبي رينون أوكواكي أيومي كوشيشي مونيك باري                                     |
| 8 يوليو  | ناخون سي تامارات، تايلاند صلب W15 قرعة الفردي والزوجي                               | باتشارين شيابشاندجي بانين كوفابيتوكتيد 6–3، 6–1                 | مونيك باري أليسيا سميث                    | هيكارو ساتو بانين كوفابيتوكتيد                | تايرا ليثيبي رينون أوكواكي أيومي كوشيشي مونيك باري                                     |
| 8 يوليو  | المنستير، تونس صلب W15 قرعة الفردي والزوجي                                          | أرليندا روشيتي 6–4، 2–6، 7–6(7–2)                               | لميس الحسين عبد العزيز                    | أليسا ريجور إستر آديشينا                      | صوفيا كاميلا روجاس أنيا فيلدجروبر كريستينا إلينا تيجليا لوانا بلازا                    |
| 8 يوليو  | المنستير، تونس صلب W15 قرعة الفردي والزوجي                                          | ناناري كاتسومي هين أوغاتا 6–3، 1–6، [10–6]                      | لميس الحسين عبد العزيز أرليندا روشيتي     | أليسا ريجور إستر آديشينا                      | صوفيا كاميلا روجاس أنيا فيلدجروبر كريستينا إلينا تيجليا لوانا بلازا                    |
| 8 يوليو  | ليكوود، الولايات المتحدة صلب W15 قرعة الفردي والزوجي                                | آلانيس هاميلتون 3–6، 7–6(7–3)، 6–2                              | توري كينارد                               | أميليا هونر باريس كورلي                       | أليسا آن بروك كوان إنديا هوتون كميل كيس                                                |
| 8 يوليو  | ليكوود، الولايات المتحدة صلب W15 قرعة الفردي والزوجي                                | كارولين أنصاري غابرييلا برودفوت 6–7(3–7)، 6–3، [10–3]           | أميليا هونر تيجا تيرونلفلي                | أميليا هونر باريس كورلي                       | أليسا آن بروك كوان إنديا هوتون كميل كيس                                                |
| 15 يوليو | Open Araba en Femenino فيتوريا-غاستيز، إسبانيا Hard W100 Singles – Doubles          | أليكس إيلا 6–4، 6–4                                             | فيكتوريا خيمينيز كاسينتسيفا               | ماريا خوسيه بورتيو راميريز جيسيكا بونشيه      | ميليسا إركان يوليا ستارودوبتسيفا ليندا فروهفيتوفا جوستينا ميكولسكيت                    |
| 15 يوليو | Open Araba en Femenino فيتوريا-غاستيز، إسبانيا Hard W100 Singles – Doubles          | إستيل كاسينو أليكس إيلا 6–3، 2–6، [10–4]                        | ليا كاراتانتشيفا ديانا مارسنكفيتشا        | ماريا خوسيه بورتيو راميريز جيسيكا بونشيه      | ميليسا إركان يوليا ستارودوبتسيفا ليندا فروهفيتوفا جوستينا ميكولسكيت                    |
| 15 يوليو | Championnats de Granby غرانبي، كندا Hard W75 Singles – Doubles                      | ماريا ماتيس 6–3، 7–6(7–3)                                       | كيلا كروس                                 | آيانا أكلي ستايسي فونغ                        | ليانغ إن-شوو كارسون برانستين بارك سو-هيون جادا روبنسون                                 |
| 15 يوليو | Championnats de Granby غرانبي، كندا Hard W75 Singles – Doubles                      | أريانا آرسينولت ميا كوبريس 6–4، 2–6، [10–6]                     | ليانغ إن-شوو بارك سو-هيون                 | آيانا أكلي ستايسي فونغ                        | ليانغ إن-شوو كارسون برانستين بارك سو-هيون جادا روبنسون                                 |
| 15 يوليو | Porto Open بورتو، البرتغال Hard W75 Singles – Doubles                               | ماجا خواوينسكا 7–5، 6–1                                         | تيساه أندريانجافيتريمو                    | غابرييلا كنوتسون لانلانا تارارودي             | إيفيالينا لاسكيفيتش · أنستاسيا زاخاروفا · مايا جويت · أريان هارتونو                    |
| 15 يوليو | Porto Open بورتو، البرتغال Hard W75 Singles – Doubles                               | أريان هارتونو برارتانا ثومبار 6–3، 6–4                          | آنا روجرز كاترينا بوندارينكو              | غابرييلا كنوتسون لانلانا تارارودي             | إيفيالينا لاسكيفيتش · أنستاسيا زاخاروفا · مايا جويت · أريان هارتونو                    |
| 15 يوليو | The Women's Hospital Classic إيفانسفيل، الولايات المتحدة Hard W75 Singles – Doubles | صوفي تشانغ 4–6، 7–6(7–5)، 6–3                                   | ماري ستويانا                              | تيان فانغران · إيرينا شيمانوفيتش              | ساتشيا فيكري هانا تشانغ هيمينيو ساكاتسومي سهاجا يامالابالي                             |
| 15 يوليو | The Women's Hospital Classic إيفانسفيل، الولايات المتحدة Hard W75 Singles – Doubles | أليثيا هيريرو لينانا ميلاني كريفوي 6–2، 6–0                     | هيروكو كواتا سهاجا يامالابالي             | تيان فانغران · إيرينا شيمانوفيتش              | ساتشيا فيكري هانا تشانغ هيمينيو ساكاتسومي سهاجا يامالابالي                             |
| 15 يوليو | نوتنغهام، المملكة المتحدة Hard W50 قرعة الفردي والزوجي                              | هيذر واتسون 6–3، 6–0                                            | مانون ليونارد                             | تاميرا باسيك مينج زو                          | سارة بيث غري كلارا فلاسيلار أنكيتا راينا سياكا إيشي                                    |
| 15 يوليو | نوتنغهام، المملكة المتحدة Hard W50 قرعة الفردي والزوجي                              | نايكثا بينز أميليا راجيكي 1–6، 6–4، [10–8]                      | كاتي سوان مينج زو                         | تاميرا باسيك مينج زو                          | سارة بيث غري كلارا فلاسيلار أنكيتا راينا سياكا إيشي                                    |
| 15 يوليو | تيانجين، الصين Hard W35 قرعة الفردي والزوجي                                         | وي سيجيا 6–7(4–7)، 6–2، 6–3                                     | هينا إينوي                                | لي زونغيو لو جياجينغ                          | ياو شينشين · شي هان · بولينا ياتسينكو · كيرا بافلوفا                                   |
| 15 يوليو | تيانجين، الصين Hard W35 قرعة الفردي والزوجي                                         | هوانغ يوجيا تشنغ ووشوانغ 6–3، 6–3                               | مانا أيوكاوا مانا كاوامورا                | لي زونغيو لو جياجينغ                          | ياو شينشين · شي هان · بولينا ياتسينكو · كيرا بافلوفا                                   |
| 15 يوليو | دارمشتات، ألمانيا ترابية W35 قرعة الفردي والزوجي                                    | فيكتوريا مبوكو 6–4، 6–4                                         | أنجيلا فيتا بولودا                        | أنوك كويفرمانز هاني فانديونكل                 | جايمي فورليس إيكاترين جورجودزي رشيدة مكدو مارييلا تام                                  |
| 15 يوليو | دارمشتات، ألمانيا ترابية W35 قرعة الفردي والزوجي                                    | جايمي فورليس بترا هول 7–6(8–6)، 6–4                             | كارولينا كوبانوفي سافو ساكيلاريدي         | أنوك كويفرمانز هاني فانديونكل                 | جايمي فورليس إيكاترين جورجودزي رشيدة مكدو مارييلا تام                                  |
| 15 يوليو | تورينو، إيطاليا ترابية W35 قرعة الفردي والزوجي                                      | سولانا سييرا 4–6، 6–2، 6–0                                      | غيوومار مارستاني                          | ياروسلافا بارتاشفيتش · داريا لوديكوفا         | جوليا جربهر جيفا فالكنر أنيتا كوشموفا صوفيا كوستولاس                                   |
| 15 يوليو | تورينو، إيطاليا ترابية W35 قرعة الفردي والزوجي                                      | جيفا فالكنر بيا لوفريك 1–6، 6–2، [12–10]                        | جيولييتا لارا استابل فيرنانديا لابرانيا   | ياروسلافا بارتاشفيتش · داريا لوديكوفا         | جوليا جربهر جيفا فالكنر أنيتا كوشموفا صوفيا كوستولاس                                   |
| 15 يوليو | لوجان، الأرجنتين ترابية W15 قرعة الفردي والزوجي                                     | لويزينا جيوفانيني 1–6، 6–2، 6–4                                 | لوسيانا بيريز ألركون                      | رومينا ككونو ماريا فرناندا هيرازو             | كيارا دي جينوفا كاميلا روميرو كانديلا فاسكيز لوسيانا موجانو                            |
| 15 يوليو | لوجان، الأرجنتين ترابية W15 قرعة الفردي والزوجي                                     | لويزينا جيوفانيني ماريان غوميز بيوزيلا كانو 6–0، 6–2            | رومينا ككونو لوسيانا بيريز ألركون         | رومينا ككونو ماريا فرناندا هيرازو             | كيارا دي جينوفا كاميلا روميرو كانديلا فاسكيز لوسيانا موجانو                            |
| 15 يوليو | الدار البيضاء، المغرب ترابية W15 قرعة الفردي والزوجي                                | إيكاترينا كازيونوڤا · 6–3، 7–6(7–5)                             | جويل ستور                                 | تينا نادين سميث بولا أرياس مانخون             | رينكو ماتسودا كلاوديجا بوبليت أنجيلا أوكوتوي إيما ليني                                 |
| 15 يوليو | الدار البيضاء، المغرب ترابية W15 قرعة الفردي والزوجي                                | أنجيلا أوكوتوي سيلين سيمونيو 6–3، 6–1                           | غلوريا تشيسكي غايا سكوارسيالبي            | تينا نادين سميث بولا أرياس مانخون             | رينكو ماتسودا كلاوديجا بوبليت أنجيلا أوكوتوي إيما ليني                                 |
| 15 يوليو | كورشومليشكا بانجا، صربيا ترابية W15 قرعة الفردي والزوجي                             | داريا فيدمانوفا 6–2، 7–5                                        | كريستيانا سيدوروفا                        | أرينا بولاتوفا · كاميلا بارتوني               | نيكولا دوبنيروفا ديميترا بافلو ناتاليا سينيك يانا بويكوفيتش                            |
| 15 يوليو | كورشومليشكا بانجا، صربيا ترابية W15 قرعة الفردي والزوجي                             | كاميلا بارتوني داريا فيدمانوفا 6–3، 6–3                         | مادلييف هاجيمان دراجينيا فوكوفيتش         | أرينا بولاتوفا · كاميلا بارتوني               | نيكولا دوبنيروفا ديميترا بافلو ناتاليا سينيك يانا بويكوفيتش                            |
| 15 يوليو | كرشكو، سلوفينيا ترابية W15 قرعة الفردي والزوجي                                      | إيزتر ميري 6–3، 7–5                                             | إميلي سيبولد                              | سلمى دروجدوفا أنيكا ياشكوفا                   | إيفا بريموراك أدريان ناغي ليزا زار أوانا غافرِلا                                        |
| 15 يوليو | كرشكو، سلوفينيا ترابية W15 قرعة الفردي والزوجي                                      | كاميلا بوسي إيما سلافكوفا 6–3، 2–6، [12–10]                     | إيفانا شيبيستوفا ليندا شيفشيكوفا          | سلمى دروجدوفا أنيكا ياشكوفا                   | إيفا بريموراك أدريان ناغي ليزا زار أوانا غافرِلا                                        |
| 15 يوليو | ناخون سي تامارات، تايلاند صلبة W15 سحوبات الفردي والزوجي                            | هيكارو ساتو 6–4، 6–4                                            | آيومي كوشيشي                              | مونيك باري بونين كوفابيتوكتيد                 | أكانكشا ديليب نيتور سالاكثيب أونموانغ يونو كيتاهارا جيونغ بو-يونغ                      |
| 15 يوليو | ناخون سي تامارات، تايلاند صلبة W15 سحوبات الفردي والزوجي                            | مونيك باري أليسيا سميث 6–4، 6–3                                 | جيونغ بو-يونغ بونين كوفابيتوكتيد          | مونيك باري بونين كوفابيتوكتيد                 | أكانكشا ديليب نيتور سالاكثيب أونموانغ يونو كيتاهارا جيونغ بو-يونغ                      |
| 15 يوليو | المنستير، تونس صلبة W15 سحوبات الفردي والزوجي                                       | صوفيا كاميلا روجاس 6–3، 6–2                                     | لوانا بلازا                               | هانا بوجوفا فيكتوريا غوميز                    | جوليا مورلي كريستينا إلينا تيغليا تيان جيالين ماري فيليت                               |
| 15 يوليو | المنستير، تونس صلبة W15 سحوبات الفردي والزوجي                                       | ناناري كاتسومي هايني أوغاتا 6–4، 6–2                            | أليس أمندولا كريستينا إلينا تيغليا        | هانا بوجوفا فيكتوريا غوميز                    | جوليا مورلي كريستينا إلينا تيغليا تيان جيالين ماري فيليت                               |
| 22 يوليو | فيغيرا دا فوز الدولية للسيدات فيغيرا دا فوز، البرتغال صلبة W100 الفردي - الزوجي     | أناستاسيا زخاروفا · 6–2، 6–1                                    | كريستينا ملادينوفيتش                      | آوي إيتو لينا غورشيسكا                        | إيفيالينا لاسكيفيتش · لانلانا تارارودي · ليندا فروهفيتوفا · ريبيكا مارينو              |
| 22 يوليو | فيغيرا دا فوز الدولية للسيدات فيغيرا دا فوز، البرتغال صلبة W100 الفردي - الزوجي     | ساياكا إيشي ناهو ساتو 7–6(7–1)، 7–5                             | مادلين بروكس سارة بيث غري                 | آوي إيتو لينا غورشيسكا                        | إيفيالينا لاسكيفيتش · لانلانا تارارودي · ليندا فروهفيتوفا · ريبيكا مارينو              |
| 22 يوليو | سلسلة دالاس الصيفية دالاس، الولايات المتحدة صلبة (م) W50 قرعتي الفردي والزوجي       | كليرفي نغونو 2–6، 6–3، 7–5                                      | روبن أندرسون                              | كايلا داي ماري ستويانا                        | صوفي تشانغ مانانتشايا ساوانجكايو كاثرين هاريسون إلفينا كالييفا                         |
| 22 يوليو | سلسلة دالاس الصيفية دالاس، الولايات المتحدة صلبة (م) W50 قرعتي الفردي والزوجي       | أوسوي مايتان أركونادا كاترينا سكوت 6–3، 6–3                     | جيسيكا هينوجوسا غوميز هيروكو كواتا        | كايلا داي ماري ستويانا                        | صوفي تشانغ مانانتشايا ساوانجكايو كاثرين هاريسون إلفينا كالييفا                         |
| 22 يوليو | نايمان، الصين صلبة W35 قرعتي الفردي والزوجي                                         | لي زونغيو 4–6، 6–2، 6–4                                         | ليو فانجزو                                | كودي وونغ شي هان                              | لو جياجينغ ثاسابورن ناكلا شون فانجيينغ زينغ ووشوانغ                                    |
| 22 يوليو | نايمان، الصين صلبة W35 قرعتي الفردي والزوجي                                         | قوه ميكي هوانغ يوجيا 6–3، 3–6، [13–11]                          | لو جينغجينغ يي كيويو                      | كودي وونغ شي هان                              | لو جياجينغ ثاسابورن ناكلا شون فانجيينغ زينغ ووشوانغ                                    |
| 22 يوليو | هورب أم نيكار، ألمانيا طينية W35 قرعتي الفردي والزوجي                               | فيرونيكا إيريافيتش 7–5، 6–0                                     | جولي شتروبلوفا                            | ألكسندرا فيسيتش أنيتا كوتشموفا                | ألينا تشاراييفا · سوزان بانديتشي · كاثارينا هوبرجسكي · هان فانديوينكيل                 |
| 22 يوليو | هورب أم نيكار، ألمانيا طينية W35 قرعتي الفردي والزوجي                               | أنيتا كوتشموفا نيكا راديشيتش 6–4، 6–7(3–7)، [10–2]              | ألينا تشاراييفا · يوكي نايتو              | ألكسندرا فيسيتش أنيتا كوتشموفا                | ألينا تشاراييفا · سوزان بانديتشي · كاثارينا هوبرجسكي · هان فانديوينكيل                 |
| 22 يوليو | كأس الرئيس آستانا، كازاخستان صلبة W35 قرعتي الفردي والزوجي                          | تاتيانا بروزوروفا · 7–5، 6–7(5–7)، 6–1                          | ألكسندرا شوبلازي                          | باك دايون فيديهي شودهاري                      | نيجينا أبدوريموفا · إلينا مالوگينا · أناستاسيا كوفاليفا · ساندوغاش كينجبيفا            |
| 22 يوليو | كأس الرئيس آستانا، كازاخستان صلبة W35 قرعتي الفردي والزوجي                          | أناستاسيا جاسانوفا · إيكاترينا شاليموفا · 7–6(7–4)، 2–6، [10–7] | فيتاليا دياتشينكو · ژانال راستيموفا       | باك دايون فيديهي شودهاري                      | نيجينا أبدوريموفا · إلينا مالوگينا · أناستاسيا كوفاليفا · ساندوغاش كينجبيفا            |
| 22 يوليو | الدار البيضاء، المغرب طينية W35 قرعتي الفردي والزوجي                                | أندريا لازارو غارسيا 7–6(7–2)، 6–3                              | كارلوتا مارتينيز سيريز                    | كايتلين كيفيدو ديبورا كييزا                   | إيكاترينا كازيونوفا · تيانتسوا سارة راكوتومانغا راجاوناه · جويل ستوير · صوفيا كوستولاس |
| 22 يوليو | الدار البيضاء، المغرب طينية W35 قرعتي الفردي والزوجي                                | ملك العلامي آية العوني 6–2، 6–2                                 | تشيلسي فونتينيل ساندرا سمير               | كايتلين كيفيدو ديبورا كييزا                   | إيكاترينا كازيونوفا · تيانتسوا سارة راكوتومانغا راجاوناه · جويل ستوير · صوفيا كوستولاس |
| 22 يوليو | Castilla y León المفتوحة شقوبية، إسبانيا صلبة W35 قرعة الفردي والزوجي               | ياسمين منصوري 6–2، 6–7(5–7)، 7–5                                | ليا كارانشيفا                             | ناهيا بيروكوشيا آنا روجرز                     | كادينس برايس ميليسا إركان تشارو إسكويفا بانولس هاروكا كاجي                             |
| 22 يوليو | Castilla y León المفتوحة شقوبية، إسبانيا صلبة W35 قرعة الفردي والزوجي               | ليا كارانشيفا رادكا زلنيكوفا 2–6، 6–3، [10–3]                   | ألكساندرا أوزبورن آنا روجرز               | ناهيا بيروكوشيا آنا روجرز                     | كادينس برايس ميليسا إركان تشارو إسكويفا بانولس هاروكا كاجي                             |
| 22 يوليو | فيسيربا، إيطاليا ترابية W15 قرعة الفردي والزوجي                                     | سميرة دي ستيفانو 7–5، 6–3                                       | إيناس إيبو                                | آنه شيفر فيتوريا باغانيتي                     | نيكول فوسا هيرجو إينولا كييزا دينيس فالينتي فرانشيسكا بيس                              |
| 22 يوليو | فيسيربا، إيطاليا ترابية W15 قرعة الفردي والزوجي                                     | أنستاسيا برتاكشي ليلى تاجر 6–0، 2–6، [10–5]                     | إيناس إيبو فرانشيسكا بيس                  | آنه شيفر فيتوريا باغانيتي                     | نيكول فوسا هيرجو إينولا كييزا دينيس فالينتي فرانشيسكا بيس                              |
| 22 يوليو | سابورو، اليابان صلبة W15 قرعة الفردي والزوجي                                        | لي أون هاي 7–5، 6–3                                             | ميو موشيكا                                | أيومي مياموتو تشانغ يينغ                      | شيهو تسوجيوكا ألانا بارنابي كيم يو-جين شيهو أكيتا                                      |
| 22 يوليو | سابورو، اليابان صلبة W15 قرعة الفردي والزوجي                                        | شيهو أكيتا تشوي جي-هي 7–6(7–5)، 6–7(5–7)، [10–8]                | أيومي مياموتو أنري ناغاتا                 | أيومي مياموتو تشانغ يينغ                      | شيهو تسوجيوكا ألانا بارنابي كيم يو-جين شيهو أكيتا                                      |
| 22 يوليو | ساتو ماري، رومانيا ترابية W15 قرعة الفردي والزوجي                                   | باتريسيا ماريا تيغ 6–1، 7–5                                     | أوانا جروجيكا سيميون                      | لافينيا تاناسي ماري ميتركس                    | كارمن أندريا هيريا إلينا روكساندرا بيرتيا بيانكا إيلينا بربوليسكو فانيسا بوبا تيواسانو |
| 22 يوليو | ساتو ماري، رومانيا ترابية W15 قرعة الفردي والزوجي                                   | فرانشيسكا ديل إيديرا جيورجيا بينتو 7–6(7–2)، 7–5                | لورا بونر لافينيا تاناسي                  | لافينيا تاناسي ماري ميتركس                    | كارمن أندريا هيريا إلينا روكساندرا بيرتيا بيانكا إيلينا بربوليسكو فانيسا بوبا تيواسانو |
| 22 يوليو | كورشوملييسكا بانيا، صربيا ترابية W15 قرعة الفردي والزوجي ``` wikitext               | كاميلا بارتوني 6–3، 6–4                                         | ناتاليا سينيك                             | كاتارينا ستريشناكوفا سارة فان إيمست           | دراغينيا فوكوفيتش إيليجاه إينيسان فيديريكا ساكو إيزيس لويز فان دن بروك                 |
| 22 يوليو | كورشوملييسكا بانيا، صربيا ترابية W15 قرعة الفردي والزوجي ``` wikitext               | أنالين باكر سارة فان إيمست 6–4، 3–6، [10–4]                     | تيلويث دي جيرولامي لوس إبيلينغ كونينغ     | كاتارينا ستريشناكوفا سارة فان إيمست           | دراغينيا فوكوفيتش إيليجاه إينيسان فيديريكا ساكو إيزيس لويز فان دن بروك                 |
| 22 يوليو | برجيتسي، سلوفينيا طين W15 قرعة الفردي والزوجي                                       | غابرييلا سي 6–4، 6–4                                            | إيفا بريموراك                             | ليزا زار ليندا شيفتشوفا                       | لورا سفاتيكوفا إيفانا شيبستوفا ميا سلاما يانا مورديرجير                                |
| 22 يوليو | برجيتسي، سلوفينيا طين W15 قرعة الفردي والزوجي                                       | كريستينا نوفاك ليزا زار 6–2، 6–2                                | فيكتوريا بورودولينا · إيما سلافيكوفا      | ليزا زار ليندا شيفتشوفا                       | لورا سفاتيكوفا إيفانا شيبستوفا ميا سلاما يانا مورديرجير                                |
| 22 يوليو | المنستير، تونس صلب W15 قرعة الفردي والزوجي                                          | كسينيا إيفريموفا 1–6، 6–3، 6–2                                  | جينا ديفالكو                              | فيندولا فالدمنوفا شانون لام                   | لوسيا ليناريس دومينغو سوليمار كولنغ لوانا بلازا فيكتوريا غوميز                         |
| 22 يوليو | المنستير، تونس صلب W15 قرعة الفردي والزوجي                                          | زدينا شافاروفا ماري فيليت 6–1، 6–1                              | كسينيا إيفريموفا صوفيا كسندينوف           | فيندولا فالدمنوفا شانون لام                   | لوسيا ليناريس دومينغو سوليمار كولنغ لوانا بلازا فيكتوريا غوميز                         |
| 29 يوليو | جولة الاتحاد الدولي للتنس غراند كناريا ماسبالوماس، إسبانيا طين W100 فردي – زوجي     | نوريا باريزاس دياز 6–4، 6–3                                     | أندريا لازارو غارسيا                      | جيسيكا بوزاس مانيرو مارينا باسولز ريبييرا     | بولينا كودرميتوفا · فاني ستولار · لينا باباداكس · ليا بوشكوفيتش                        |
| 29 يوليو | جولة الاتحاد الدولي للتنس غراند كناريا ماسبالوماس، إسبانيا طين W100 فردي – زوجي     | كاتارزينا بيتر فاني ستولار 6–4، 6–2                             | أنجيليكا موراتيلي سابرينا سانتاماريا      | جيسيكا بوزاس مانيرو مارينا باسولز ريبييرا     | بولينا كودرميتوفا · فاني ستولار · لينا باباداكس · ليا بوشكوفيتش                        |
| 29 يوليو | بطولة السيدات المفتوحة هشينغن هشينغن، ألمانيا طين W75 فردي – زوجي                   | آنا بوندار 6–0، 6–2                                             | يكاترينا ماكاروفا                         | نوما نوه أكوغوي داريا فيدمانوفا               | ماري بينوا · جوليا ميدندورف · داريا سيمينستايجا · مارينا ميلنيكوفا                     |
| 29 يوليو | بطولة السيدات المفتوحة هشينغن هشينغن، ألمانيا طين W75 فردي – زوجي                   | ميكايلا بايرلوفا صوفيا شاباتافا 6–2، 5–7، [10–6]                | آنا جابريك ميا ماك                        | نوما نوه أكوغوي داريا فيدمانوفا               | ماري بينوا · جوليا ميدندورف · داريا سيمينستايجا · مارينا ميلنيكوفا                     |
| 29 يوليو | بطولة التنس الدولية لفريولي فينيتسيا جوليا كوردينونز، إيطاليا طين W75 فردي – زوجي   | أنوك كويفرمانس 7–6(7–4)، 6–2                                    | لوتسيا تشيريتش باغاريتش                   | إيفا فيدر فيرونيكا إيرجافيك                   | كاترينا كوزلوفا أورورا زانتيديسكي نوريا برانكاشيو باربورا باليتسوفا                    |
| 29 يوليو | بطولة التنس الدولية لفريولي فينيتسيا جوليا كوردينونز، إيطاليا طين W75 فردي – زوجي   | إيفون كافالي رييمرز أورورا زانتيديسكي 7–5، 2–6، [10–5]          | نوريا برانكاشيو ليير روميرو غورماز        | إيفا فيدر فيرونيكا إيرجافيك                   | كاترينا كوزلوفا أورورا زانتيديسكي نوريا برانكاشيو باربورا باليتسوفا                    |
| 29 يوليو | ليكسينغتون تشالنجر Lexington، الولايات المتحدة صلب W75 فردي – زوجي                  | وي سيجيا 7–5، 6–4                                               | مانانشايا ساوانجكايو                      | إليزابيث ماندليك ريبيكا مارينو                | صوفي تشانغ · كاترينا سكوت · إيرينا شيمانوفيتش · ويتني أوسويجوي                         |
| 29 يوليو | ليكسينغتون تشالنجر Lexington، الولايات المتحدة صلب W75 فردي – زوجي                  | ويتني أوسويجوي ألانا سميث 7–6(7–5)، 6–3                         | كارمن كورلي إيفانا كورلي                  | إليزابيث ماندليك ريبيكا مارينو                | صوفي تشانغ · كاترينا سكوت · إيرينا شيمانوفيتش · ويتني أوسويجوي                         |
| 29 يوليو | بيلار، الأرجنتين طين W35 الفردي والزوجي                                             | سولانا سييرا 2–6، 6–2، 6–1                                      | لوكيانا بيريز ألأركون                     | ميلاني كريوي جازمين أورتينزي                  | لويزينا جيوفانيني آنا صوفيا سانشيز أليسيا هيريرو لينيانا أليس توبيلو                   |
| 29 يوليو | بيلار، الأرجنتين طين W35 الفردي والزوجي                                             | أليسيا هيريرو لينيانا ميلاني كريوي 6–1، 6–3                     | ماريا بولينا بيريز نوهيليا زيبالوس        | ميلاني كريوي جازمين أورتينزي                  | لويزينا جيوفانيني آنا صوفيا سانشيز أليسيا هيريرو لينيانا أليس توبيلو                   |
| 29 يوليو | كوجي، الدنمارك طين W35 نتائج الفردي والزوجي                                         | أوليكساندرا أولينيكوفا 6–7(3–7)، 6–0، 6–3                       | ديبورا كييزا                              | جاكلين كاباج أواد فيفيان وولف                 | جاسمين جيمبري تيسا بروكمان فيلما كريبس هيلستيد لورا برونكيل                            |
| 29 يوليو | كوجي، الدنمارك طين W35 نتائج الفردي والزوجي                                         | دينيزا هيندوفا كارولينا كوبانوفا 6–3، 6–2                       | أوانا جافريلا هايلي جيافارا               | جاكلين كاباج أواد فيفيان وولف                 | جاسمين جيمبري تيسا بروكمان فيلما كريبس هيلستيد لورا برونكيل                            |
| 29 يوليو | المحمدية (المغرب)، المغرب طين W35 نتائج الفردي والزوجي                              | كريستينا دميتروك · 6–3، 6–7(5–7)، 6–3                           | تشالا بويوكاكاتشاي                        | أليس راميه إيما ليني                          | إيكومي يامازاكي نينا فارجوفا آية العوني سادا ناهيما                                    |
| 29 يوليو | المحمدية (المغرب)، المغرب طين W35 نتائج الفردي والزوجي                              | يكاترينا كازيونوفا · سيلين سيمونيو · 6–3، 6–3                   | فونا كوزاكي إيكومي يامازاكي               | أليس راميه إيما ليني                          | إيكومي يامازاكي نينا فارجوفا آية العوني سادا ناهيما                                    |
| 29 يوليو | روهامبتون، المملكة المتحدة صلب W35 نتائج الفردي والزوجي                             | سوناي كارتال 7–5، 6–1                                           | ناستازيا شونك                             | رينا سايغو هيكارو ساتو                        | إيلا ماكدونالد غابرييلا دا سيلفا-فيك ديانا مارتينوف داريا فريمان                       |
| 29 يوليو | روهامبتون، المملكة المتحدة صلب W35 نتائج الفردي والزوجي                             | هولي هوتشينسون إيلا ماكدونالد 6–2، 3–6، [10–3]                  | غابرييلا دا سيلفا-فيك أليس روب            | رينا سايغو هيكارو ساتو                        | إيلا ماكدونالد غابرييلا دا سيلفا-فيك ديانا مارتينوف داريا فريمان                       |
| 29 يوليو | سافيتايبال، فنلندا طين W15 نتائج الفردي والزوجي                                     | زوزانا بافليكوفسكا 5–7، 6–2، 6–1                                | ناديا كولب                                | لورا هيتارانتا أستريد بروني أولسن             | أينو ألكيو فرانسيسكا سيدات كيارا جيريللي أدريان ناغي                                   |
| 29 يوليو | سافيتايبال، فنلندا طين W15 نتائج الفردي والزوجي                                     | كلاوديا بوبليتي أنيت أنجيليكا كوسكيل 1–6، 6–2، [10–6]           | كيارا جيريللي أدريان ناغي                 | لورا هيتارانتا أستريد بروني أولسن             | أينو ألكيو فرانسيسكا سيدات كيارا جيريللي أدريان ناغي                                   |
| 29 يوليو | تبليسي، جورجيا صلب W15 نتائج الفردي والزوجي                                         | داريا إيغوروفا · 6–3، 6–1                                       | رادا زولوتاريفا                           | ماريا كاليكينا · ميكا بوشنيك                  | لايما فلادسون · هاين أوجاتا · إيدا ماميدوفا · زوزيا كاردافا                            |
| 29 يوليو | تبليسي، جورجيا صلب W15 نتائج الفردي والزوجي                                         | داريا إيجوروفا · رادا زولوتاريفا · 3–6، 6–0، [13–11]            | صوفيا جابانكوفا · كسينيا يرشم             | ماريا كاليكينا · ميكا بوشنيك                  | لايما فلادسون · هاين أوجاتا · إيدا ماميدوفا · زوزيا كاردافا                            |
| 29 يوليو | سابورو، اليابان صلب W15 قرعة الفردي والزوجي                                         | شيهو أكيتا 3–6، 7–6(7–4)، 6–1                                   | لي أون هاي                                | كانون ساواشيرو كانا سويدا                     | هايو كينوشيتا شيهو تسوجيوكا كايو نيشي مورا ناو نيشي نو                                 |
| 29 يوليو | سابورو، اليابان صلب W15 قرعة الفردي والزوجي                                         | مانا أيوكاوا ماو موشيكا 6–3، 6–4                                | جيونج بو يونج كودي وونغ                   | كانون ساواشيرو كانا سويدا                     | هايو كينوشيتا شيهو تسوجيوكا كايو نيشي مورا ناو نيشي نو                                 |
| 29 يوليو | أوست-كامينوجورسك، كازاخستان صلب W15 قرعة الفردي والزوجي                             | أناستاسيا جاسانوفا · 6–2، 6–1                                   | أيومي كوشيشي                              | إيكاترينا شاليموفا · إيكاترينا أوفتشارينكو    | باك دا يون سارة ريبيكا سيكوليتش فيديهي تشودري إلينا مالوينا                            |
| 29 يوليو | أوست-كامينوجورسك، كازاخستان صلب W15 قرعة الفردي والزوجي                             | أغلايا فيدوروفا · داريا خوموتسيانسكايا · 7–6(7–4)، 6–2          | باك دا يون أيومي كوشيشي                   | إيكاترينا شاليموفا · إيكاترينا أوفتشارينكو    | باك دا يون سارة ريبيكا سيكوليتش فيديهي تشودري إلينا مالوينا                            |
| 29 يوليو | براشوف، رومانيا طين W15 قرعة الفردي والزوجي                                         | باتريسيا ماريا تيغ 6–2، 6–2                                     | جورجيا كراشون                             | أليسا بارانوفسكا شتيفاني بوجيكا               | ماتيلد مارياني بيانكا إلينا باربوليسكو كيارا فورناسييري إلينكا أماري                   |
| 29 يوليو | براشوف، رومانيا طين W15 قرعة الفردي والزوجي                                         | شتيفاني بوجيكا مارا جاي 6–4، 6–0                                | إلينكا أماري ليندا شيفسيكوفا              | أليسا بارانوفسكا شتيفاني بوجيكا               | ماتيلد مارياني بيانكا إلينا باربوليسكو كيارا فورناسييري إلينكا أماري                   |
| 29 يوليو | كورشوملييسكا بانيا، صربيا طين W15 قرعة الفردي والزوجي                               | لويز إبلينج كونينغ 6–4، 6–4                                     | أنجا ستانكوفيتش                           | ليديا إنشيفا ناتاليا سينيك                    | مونيكا ستانكيفيتش ميلا ماشيك لارا ستويانوفسكي ييلزافيتا كوتليار                        |
| 29 يوليو | كورشوملييسكا بانيا، صربيا طين W15 قرعة الفردي والزوجي                               | يفجينيا بوردينا · دراجينيا فوكوفيتش · Walkover                  | روز ماري نيكامب إيسيس لويز فان دين برويك  | ليديا إنشيفا ناتاليا سينيك                    | مونيكا ستانكيفيتش ميلا ماشيك لارا ستويانوفسكي ييلزافيتا كوتليار                        |
| 29 يوليو | روغاشكا سلاتينا، سلوفينيا طين W15 قرعة الفردي والزوجي                               | ستيفاني فيسكر 6–2، 7–5                                          | بيا لوفرشك                                | إيفا بريموراك ألينا كوفاتشكوفا                | كاميلا زانوليني جريتا جريكو لوكينا كارولينا فلتشكوفا باربرا ديسوليس                    |
| 29 يوليو | روغاشكا سلاتينا، سلوفينيا طين W15 قرعة الفردي والزوجي                               | جوي دي زيو ألينا كوفاتشكوفا 4–6، 6–4، [10–7]                    | أنيكا جاشكوفا كارولينا فلتشكوفا           | إيفا بريموراك ألينا كوفاتشكوفا                | كاميلا زانوليني جريتا جريكو لوكينا كارولينا فلتشكوفا باربرا ديسوليس                    |
| 29 يوليو | المنستير، تونس صلب W15 الفردي والزوجي                                               | أرابيلا كولر 6–4، 6–4                                           | ماري فيليت                                | لارا بفيفر جينا ديفالكو                       | إليسا فانلانجندونك مارين سوزتاك هيرومي آبي إليسا ريجير                                 |
| 29 يوليو | المنستير، تونس صلب W15 الفردي والزوجي                                               | هيرومي آبي ناناري كاتسومي 6–0، 6–3                              | أستريد سيروت إيمانويل جيرارد              | لارا بفيفر جينا ديفالكو                       | إليسا فانلانجندونك مارين سوزتاك هيرومي آبي إليسا ريجير                                 |

### أغسطس
| الأسبوع  | البطولة | الفائزات                                                      | الوصيفات                                     | المتأهلات لنصف النهائي                 | المتأهلات لربع النهائي                                                                    |
| -------- | --- | ------------------------------------------------------------- | -------------------------------------------- | -------------------------------------- | ----------------------------------------------------------------------------------------- |
| أغسطس 5  | Koser Jewelers Tennis Challenge لاندسفيل، الولايات المتحدة صلب W100 فردي – زوجي                                                               | مكارتني كيسلر 4–6، 6–2، 6–4                                   | أوليفيا غاديكي                               | أريان هارتونو ويي سيتشيا               | كاترينا سكوت يوليا ستارودوبتسيفا ما يكسين أليكس إيالا                                     |
| أغسطس 5  | Koser Jewelers Tennis Challenge لاندسفيل، الولايات المتحدة صلب W100 فردي – زوجي                                                               | تم إلغاء منافسة الزوجي بسبب الطقس السيئ المستمر               |                                              | أريان هارتونو ويي سيتشيا               | كاترينا سكوت يوليا ستارودوبتسيفا ما يكسين أليكس إيالا                                     |
| أغسطس 5  | زغرب المفتوحة زغرب، كرواتيا طين W50 فردي – زوجي                                                                                               | جورجيا بيدوني 2–6، 6–2، 7–5                                   | إلينا بريدانكينا                             | ليوليا جانجين نوريا برانكاشيو          | أنوك كوفيرمانز تارا فيرث فاليريا ستراخوفا سافو ساكيلاريدي                                 |
| أغسطس 5  | زغرب المفتوحة زغرب، كرواتيا طين W50 فردي – زوجي                                                                                               | زيفا فالكينر أماريسا توث 6–4، 6–3                             | ليا كارانتشيفا سافو ساكيلاريدي               | ليوليا جانجين نوريا برانكاشيو          | أنوك كوفيرمانز تارا فيرث فاليريا ستراخوفا سافو ساكيلاريدي                                 |
| أغسطس 5  | بيطوم، بولندا طين W50 فردي وزوجي النتائج والقرعة                                                                                              | لوسيا كورتيس لوركا 0–6، 6–4، 7–5                              | ميا ريستيتش                                  | ريناتا جامريتشوفا نيكا راديشيتش        | مارسلينا بودلينسكا نيكول فوسا هيرجو مونيكا ستانكيفيتش فيرونيكا إيوالد                     |
| أغسطس 5  | بيطوم، بولندا طين W50 فردي وزوجي النتائج والقرعة                                                                                              | نيكول فوسا هيرجو جيبك كولامباييفا 7–6(8–6)، 6–2               | مارينا كولب ناديا كولب                       | ريناتا جامريتشوفا نيكا راديشيتش        | مارسلينا بودلينسكا نيكول فوسا هيرجو مونيكا ستانكيفيتش فيرونيكا إيوالد                     |
| أغسطس 5  | تشاكابوكو، الأرجنتين طين W35 فردي وزوجي النتائج والقرعة                                                                                       | لوسيانا بيريز أليركون 6–2، 6–4                                | أليس توبيلو                                  | كارولينا ألفيس لوسينا جيوفانيني        | مارتينا كابورو تابوردا تيانتسوا سارة راكوتومانجا راجاونا آنا صوفيا سانشيز جازمين أورتينزي |
| أغسطس 5  | تشاكابوكو، الأرجنتين طين W35 فردي وزوجي النتائج والقرعة                                                                                       | لوسينا جيوفانيني ماريان غوميز بيثويلا كانو انسحاب             | جازمين أورتينزي لوسيانا بيريز أليركون        | كارولينا ألفيس لوسينا جيوفانيني        | مارتينا كابورو تابوردا تيانتسوا سارة راكوتومانجا راجاونا آنا صوفيا سانشيز جازمين أورتينزي |
| أغسطس 5  | كوكسيجدي، بلجيكا طين W35 فردي وزوجي النتائج والقرعة                                                                                           | كايزا رينالدو بيرسون 6–4، 4–6، 7–6(5–7)                       | جيني ليم                                     | مارثا ماتولا ليان تران                 | إيزابيلا كروجر · كسينيا لاسكوتوفا · إيكومي يامازاكي · هايلي جيافارا                       |
| أغسطس 5  | كوكسيجدي، بلجيكا طين W35 فردي وزوجي النتائج والقرعة                                                                                           | ماجالي كيمبين لارا سالدن 6–4، 6–0                             | لورا بينر فونا كوزاكي                        | مارثا ماتولا ليان تران                 | إيزابيلا كروجر · كسينيا لاسكوتوفا · إيكومي يامازاكي · هايلي جيافارا                       |
| أغسطس 5  | لايبزيغ، ألمانيا طين W35 قرعة الفردي والزوجي                                                                                                  | أفليتينا إبراغيموفا · 6–2، 1–6، 6–2                           | ألكسندرا فيتش                                | جولي شترابلوفا كاثارينا هوبغارسكي      | هيلينا بوشفالد فيفيان وولف سيلفيا أمبروسيو فيكتوريا بول                                   |
| أغسطس 5  | لايبزيغ، ألمانيا طين W35 قرعة الفردي والزوجي                                                                                                  | إيكاترين جورجودزي كاثارينا هوبغارسكي 6–2، 3–6، [8–10]         | دينيسا هيندوفا جولي شترابلوفا                | جولي شترابلوفا كاثارينا هوبغارسكي      | هيلينا بوشفالد فيفيان وولف سيلفيا أمبروسيو فيكتوريا بول                                   |
| أغسطس 5  | روهامبتون، المملكة المتحدة صلب W35 قرعة الفردي والزوجي                                                                                        | سوناى كارتال 6–3، 6–3                                         | هاروكا كاجي                                  | غابرييلا دا سيلفا-فيك ساكي إمامورا     | أيلا أكسو إيري شيمازو إيلا مكدونالد أكيكو أومي                                            |
| أغسطس 5  | روهامبتون، المملكة المتحدة صلب W35 قرعة الفردي والزوجي                                                                                        | نيجينا أبدوريموفا ليزيت كابريرا 6–2، 6–2                      | أكيكو أومي إيري شيمازو                       | غابرييلا دا سيلفا-فيك ساكي إمامورا     | أيلا أكسو إيري شيمازو إيلا مكدونالد أكيكو أومي                                            |
| أغسطس 5  | تبليسي، جورجيا صلب W15 قرعة الفردي والزوجي | إيكاترينا ياشنا · 6–2، 6–4                                    | ماريا شولوخوفا                               | إيدا ماميدوفا · داريا إيجوروفا         | إيفا زابولوتنايا · إلينا نيبلي · إلينا جمشيدي · كارولان ديلاوني                           |
| أغسطس 5  | تبليسي، جورجيا صلب W15 قرعة الفردي والزوجي | صوفيا جابانكوفا · كسينيا يرش · 6–2، 6–3                       | ماريا شولوخوفا · إلينا زخاروفا               | إيدا ماميدوفا · داريا إيجوروفا         | إيفا زابولوتنايا · إلينا نيبلي · إلينا جمشيدي · كارولان ديلاوني                           |
| أغسطس 5  | دبلن، إيرلندا سجادة W15 قرعة الفردي والزوجي                                                                                                   | أليس جيلان 6–2، 6–1                                           | ألكسندرا زوشانسك                             | كارولا باتريسيا بيجينارو إيلا هاافستو  | كلوي نويل إنديا هوتون ميغان ديفيز أنجا فيلدغروبر                                          |
| أغسطس 5  | دبلن، إيرلندا سجادة W15 قرعة الفردي والزوجي                                                                                                   | إنديا هوتون كلوي نويل 4–6، 3–6، [7–10]                        | سمر ياردلي ألكسندرا زوشانسك                  | كارولا باتريسيا بيجينارو إيلا هاافستو  | كلوي نويل إنديا هوتون ميغان ديفيز أنجا فيلدغروبر                                          |
| أغسطس 5  | أوست-كامينوغورسك، كازاخستان صلب W15 قرعة الفردي والزوجي                                                                                       | أليسا كميل · 7–6(7–1)، 6–3                                    | سونيا زيانباييفا                             | فارفارا بانشينا · كريستيانا سيدوروفا   | باك دا-يون · يكاترينا شاليموفا · أغلايا فيدوروفا · أناستاسيا كوفاليفا                     |
| أغسطس 5  | أوست-كامينوغورسك، كازاخستان صلب W15 قرعة الفردي والزوجي                                                                                       | باك دا-يون · أناستاسيا سوخوتينا · 6–3، 6–1                    | فارفارا بانشينا · داريا شوبينا               | فارفارا بانشينا · كريستيانا سيدوروفا   | باك دا-يون · يكاترينا شاليموفا · أغلايا فيدوروفا · أناستاسيا كوفاليفا                     |
| أغسطس 5  | بوخارست، رومانيا ترابية W15 قرعة الفردي والزوجي                                                                                               | أوانا جيورجيتا سيميون 6–3، 6–4                                | شتيفاني بوجيكا                               | ياسمين جيمبرير إلينكا أماريي           | باتريسيا ماريا تيغ ريبيكا مونك مورتنسن إيوانا زفونارو إيلاي يورك                          |
| أغسطس 5  | بوخارست، رومانيا ترابية W15 قرعة الفردي والزوجي                                                                                               | شتيفاني بوجيكا مارا غاي 6–7(5–7)، 6–3، [10–0]                 | إلينكا أماريي ليندا شفيشكوفا                 | ياسمين جيمبرير إلينكا أماريي           | باتريسيا ماريا تيغ ريبيكا مونك مورتنسن إيوانا زفونارو إيلاي يورك                          |
| أغسطس 5  | كورشوملييسكا بانيا، صربيا ترابية W15 قرعة الفردي والزوجي                                                                                      | ناتاليا سينيك 7–5، 6–2                                        | أنيا ستانكوفيتش                              | ياروسلافا بارتاشيفيتش روسيتسا دينتشيفا | أناستاسيا زابارينيوك · أرينا بولاتوفا · ييليزافيتا كوتليار · هان جيانغشيو                 |
| أغسطس 5  | كورشوملييسكا بانيا، صربيا ترابية W15 قرعة الفردي والزوجي                                                                                      | لوز إيبلينغ كونينغ سارا فان ايمست 6–0، 6–4                    | أوليانا جرابافيتس · جالينا كراستنوفا         | ياروسلافا بارتاشيفيتش روسيتسا دينتشيفا | أناستاسيا زابارينيوك · أرينا بولاتوفا · ييليزافيتا كوتليار · هان جيانغشيو                 |
| أغسطس 5  | سلوفنيسكه كونجيتسه، سلوفينيا ترابية W15 قرعة الفردي والزوجي                                                                                   | بيا لوفريتش 6–0، 6–4                                          | سلمى دروجدوفا                                | ألينا كوفاتشكوفا ستيفاني فيسشر         | لوسي بتروزيلوفا سيلفي زوند جريتا جريكو لوكّينا كاميلا جينارو                               |
| أغسطس 5  | سلوفنيسكه كونجيتسه، سلوفينيا ترابية W15 قرعة الفردي والزوجي                                                                                   | ألينا كوفاتشكوفا جولي باستيكوفا 6–2، 6–3                      | بيتيا درامي تارا جورينشيك                    | ألينا كوفاتشكوفا ستيفاني فيسشر         | لوسي بتروزيلوفا سيلفي زوند جريتا جريكو لوكّينا كاميلا جينارو                               |
| أغسطس 5  | المنستير، تونس صلبة W15 قرعة الفردي والزوجي                                                                                                   | أليسا فانلانغندونك 6–2، 6–4                                   | هيومي آبي                                    | لارا بفايفر فندولة فالدمنوفا           | إيمانويل جيرارد أستريد سيروت تمارا شرامكوفا إيماجين حداد                                  |
| أغسطس 5  | المنستير، تونس صلبة W15 قرعة الفردي والزوجي                                                                                                   | هيومي آبي ناناري كاتسومي 6–2، 6–4                             | ديميترا بافلو أليكا روسوفا                   | لارا بفايفر فندولة فالدمنوفا           | إيمانويل جيرارد أستريد سيروت تمارا شرامكوفا إيماجين حداد                                  |
| 12 أغسطس | Cary Tennis Classic كاري، الولايات المتحدة صلب W100 فردي – زوجي                                                                               | نوريا باريزاس دياز 3–6، 6–3، 7–6(7–2)                         | ريناتا زارازوا                               | ريبيكا ماساروفا لوكريزيا ستيفانيني     | فيكتوريا غولوبيتش مانانشايا ساوانكجايو أريان هارتونو أليكس إالا                           |
| 12 أغسطس | Cary Tennis Classic كاري، الولايات المتحدة صلب W100 فردي – زوجي                                                                               | سيلين نيف تمارا زيدانسيك 4–6، 6–3، [11–9]                     | أوكسانا كالاشنيكوفا · إيرينا شيمانوفيتش      | ريبيكا ماساروفا لوكريزيا ستيفانيني     | فيكتوريا غولوبيتش مانانشايا ساوانكجايو أريان هارتونو أليكس إالا                           |
| 12 أغسطس | Ladies Open Amstetten أمستيتن، النمسا ترابي W75 فردي – زوجي                                                                                   | إلينا بريدانكينا · 6–0، 6–4                                   | فاليريا ستراخوفا                             | بيرفو جينجيز نوما نوا أكوجوي           | سينيا كراوس · فيكتوريا كان · جوستينا ميكولسكيت · إيفا فيدر                                |
| 12 أغسطس | Ladies Open Amstetten أمستيتن، النمسا ترابي W75 فردي – زوجي                                                                                   | إيفون كافالي رييمرز إيفا فيدر 6–3، 6–2                        | جيسيكا ماليتشكوفا ميريام سكوتش               | بيرفو جينجيز نوما نوا أكوجوي           | سينيا كراوس · فيكتوريا كان · جوستينا ميكولسكيت · إيفا فيدر                                |
| 12 أغسطس | Serbian Tennis Tour كورشوملييسكا بانيا، صربيا ترابي W75 فردي – زوجي                                                                           | لولا راديفوييفيتش 6–4، 6–2                                    | باربورا باليتسوفا                            | أنجيلا فيتا بولودا جيبيك جولامباييفا   | زيفا فالكينر · صفوفو ساكيلاريدي · تاتيانا بروزوروفا · تينا لوكاس                          |
| 12 أغسطس | Serbian Tennis Tour كورشوملييسكا بانيا، صربيا ترابي W75 فردي – زوجي                                                                           | بترا ماركينكو لولا راديفوييفيتش 7–6(7–5)، 6–4                 | زيفا فالكينر تارا وترث                       | أنجيلا فيتا بولودا جيبيك جولامباييفا   | زيفا فالكينر · صفوفو ساكيلاريدي · تاتيانا بروزوروفا · تينا لوكاس                          |
| 12 أغسطس | أورينسي، إسبانيا صلب W50 [https://www.itftennis.com/en/tournament/w50-ourense/esp/2024/w-itf-esp-2024-040/draws-and-results/ فردي وزوجي       | ألينا تشاراييفا · 7–6(9–7)، 6–1                               | هاروكا كاجي                                  | أنكيتا راينا ماليني هيلجو              | فالنتينا ريسر تاميرا باسيك مارتينا كوبكا أنستازيا كوليكوفا                                |
| 12 أغسطس | أورينسي، إسبانيا صلب W50 [https://www.itftennis.com/en/tournament/w50-ourense/esp/2024/w-itf-esp-2024-040/draws-and-results/ فردي وزوجي       | مارتينا كوبكا لارا سالدن 3–6، 6–3، [10–8]                     | ماتيلد جورجي آنا روجرز                       | أنكيتا راينا ماليني هيلجو              | فالنتينا ريسر تاميرا باسيك مارتينا كوبكا أنستازيا كوليكوفا                                |
| 12 أغسطس | دفيل (بلجيكا)، بلجيكا ترابي W35 [https://www.itftennis.com/en/tournament/w35-duffel/bel/2024/w-itf-bel-2024-002/draws-and-results/ فردي وزوجي | ناتاليا سزابانين 7–6(7–3)، 3–6، 6–0                           | كاتارينا هوغبورسكي                           | فيفيان وولف جانيس تجين                 | أنطونيا شميت ماجالي كيمبين تشالا بويوكاكاتشاي كايزا رينالدو بيرسون                        |
| 12 أغسطس | دفيل (بلجيكا)، بلجيكا ترابي W35 [https://www.itftennis.com/en/tournament/w35-duffel/bel/2024/w-itf-bel-2024-002/draws-and-results/ فردي وزوجي | ماجالي كيمبين إيما كوفاسيفيتش 6–1، 6–4                        | تيلويث دي جيرولامي ليان تران                 | فيفيان وولف جانيس تجين                 | أنطونيا شميت ماجالي كيمبين تشالا بويوكاكاتشاي كايزا رينالدو بيرسون                        |
| 12 أغسطس | إرفيته، ألمانيا طين W35 القرعة الفردية والزوجية                                                                                               | إيرين بورييو إسكوفيهويلا 6–3، 6–2                             | جولي سترابلوفا                               | كلارا فلاسيلر بارك سو هيون             | سونيا زيينيكوفا فابيانا غيتفارت إيليني كريستوفي ماري فوغت                                 |
| 12 أغسطس | إرفيته، ألمانيا طين W35 القرعة الفردية والزوجية                                                                                               | فابيانا غيتفارت إريكا سما 6–4، 6–4                            | كريستينا نوفاك ليزا زار                      | كلارا فلاسيلر بارك سو هيون             | سونيا زيينيكوفا فابيانا غيتفارت إيليني كريستوفي ماري فوغت                                 |
| 12 أغسطس | أريكيبا، بيرو طين W35 القرعة الفردية والزوجية                                                                                                 | أليس توبيلو 6–3، 6–1                                          | جوليتا لارا إستابلي                          | جازمين أورتينزي كارلا ماركوس           | فرنندا لابرينا ميرايانا تونا تيانتسو سارة راكوتومانغا راجاونا غابرييلا برايس              |
| 12 أغسطس | أريكيبا، بيرو طين W35 القرعة الفردية والزوجية                                                                                                 | دانا غوزمان تيانتسو سارة راكوتومانغا راجاونا 3–6، 6–4، [10–6] | أليسيا هيريرو لينانا غابرييلا برايس          | جازمين أورتينزي كارلا ماركوس           | فرنندا لابرينا ميرايانا تونا تيانتسو سارة راكوتومانغا راجاونا غابرييلا برايس              |
| 12 أغسطس | بيدغوشتش، بولندا طين W35 القرعة الفردية والزوجية                                                                                              | داريا كوتشر 6–2، 6–0                                          | جولي بيلغرافر                                | أدريان ناغي غابرييلا سي                | فيرونيكا إيفالد نيكول فوسا هويرغو دينيزا هيندوفا أنيتا كوتشموفا                           |
| 12 أغسطس | بيدغوشتش، بولندا طين W35 القرعة الفردية والزوجية                                                                                              | سادا نهيمان رينون أوكواكي 6–4، 6–1                            | مارينا كولب ناديا كولب                       | أدريان ناغي غابرييلا سي                | فيرونيكا إيفالد نيكول فوسا هويرغو دينيزا هيندوفا أنيتا كوتشموفا                           |
| 12 أغسطس | بيستريتسا، رومانيا طين W35 القرعة الفردية والزوجية                                                                                            | باتريسيا ماريا تيغ 6–1، 6–1                                   | أولكساندرا أولينيوكوفا                       | إيلينا روكساندرا برتيا صوفيا شاباتافا  | جيني دورست إلينكا أمايري لافينيا تناسيا يوهاني سفندسِن                                     |
| 12 أغسطس | بيستريتسا، رومانيا طين W35 القرعة الفردية والزوجية                                                                                            | بريانا سزابو باتريسيا ماريا تيغ 6–3، 6–4                      | إلينكا أمايري إميلي ويلكر                    | إيلينا روكساندرا برتيا صوفيا شاباتافا  | جيني دورست إلينكا أمايري لافينيا تناسيا يوهاني سفندسِن                                     |
| 12 أغسطس | ألدرشوت، المملكة المتحدة صلب W35 القرعة الفردية والزوجية                                                                                      | مينغجي زو 6–4، 6–1                                            | هايلي جيافارا                                | رينا سايغو تيساه أندريانجافيتريمو      | ليزيت كابريرا ناهو ساتو سارة بيث غري ميهو كوراموتشي                                       |
| 12 أغسطس | ألدرشوت، المملكة المتحدة صلب W35 القرعة الفردية والزوجية                                                                                      | نايكثا بينز مينغجي زو 6–4، 6–3                                | بونين كوفابيتكتيد أكيكو أومي                 | رينا سايغو تيساه أندريانجافيتريمو      | ليزيت كابريرا ناهو ساتو سارة بيث غري ميهو كوراموتشي                                       |
| 12 أغسطس | شيامن، الصين صلبة W15 الفردي والزوجي السحب | بريزكا مادلين نوجوروهو 2–6، 6–4، 6–0                          | تانغ كيانهوي                                 | وانغ جياكي زانغ زيي                    | سارة-ريبيكا سيكوليتش يوان تشينغيي مانا كاوامورا زو روروي                                  |
| 12 أغسطس | شيامن، الصين صلبة W15 الفردي والزوجي السحب | هوانغ يوجيا زانغ يينغ 6–2، 7–5                                | لو جينغجينغ شون فانغيينغ                     | وانغ جياكي زانغ زيي                    | سارة-ريبيكا سيكوليتش يوان تشينغيي مانا كاوامورا زو روروي                                  |
| 12 أغسطس | المنستير، تونس صلبة W15 الفردي والزوجي السحب                                                                                                  | ياسمين منصوري 5–7، 6–3، 6–1                                   | هيرومي آبي                                   | ديميترا بافلوي لميس الحسين عبد العزيز  | جوليا ستوسيك أوينلومو كوادر أستريد سيروت أرابيلا كولر                                     |
| 12 أغسطس | المنستير، تونس صلبة W15 الفردي والزوجي السحب                                                                                                  | هيرومي آبي هينو أوغاتا 6–0، 6–4                               | ليلى نيليفار إلماس ديميترا بافلوي            | ديميترا بافلوي لميس الحسين عبد العزيز  | جوليا ستوسيك أوينلومو كوادر أستريد سيروت أرابيلا كولر                                     |
| 12 أغسطس | هنتسفيل، الولايات المتحدة ترابية W15 الفردي والزوجي السحب                                                                                     | كارينا ميلر 6–2، 6–2                                          | كريستينا باسكاوسكاس                          | كارلي بريغز مرسيدس أريستيغي            | إميلي سارتز-لوندي ماكينا شيفباور كريستاشا مكينيل غابرييلا برودفوت                         |
| 12 أغسطس | هنتسفيل، الولايات المتحدة ترابية W15 الفردي والزوجي السحب                                                                                     | كارلي بريغز تينيكا مكغيفين 6–3، 7–6(7–3)                      | كارينا ميلر إميلي سارتز-لوندي                | كارلي بريغز مرسيدس أريستيغي            | إميلي سارتز-لوندي ماكينا شيفباور كريستاشا مكينيل غابرييلا برودفوت                         |
| 19 أغسطس | كأس برشيروف برشيروف، جمهورية التشيك ترابية W75 فردي – زوجي                                                                                    | نوما نوها أكوغي 6–2، 3–6، 6–1                                 | كريستينا دميتروك                             | أنيتا كوتشموفا أنجيلا فيتا بولودا      | أمينة أنشبا · إلينا بريدانكينا · هاني فاندوينكيل · إيريني بورييو إسكوريهويلا              |
| 19 أغسطس | كأس برشيروف برشيروف، جمهورية التشيك ترابية W75 فردي – زوجي                                                                                    | إلينا بريدانكينا · جولي شتروبلوفا · 6–3، 6–4                  | نوما نوها أكوغي سافو ساكيلاريدي              | أنيتا كوتشموفا أنجيلا فيتا بولودا      | أمينة أنشبا · إلينا بريدانكينا · هاني فاندوينكيل · إيريني بورييو إسكوريهويلا              |
| 19 أغسطس | أريكيبا، بيرو ترابية W50 سحوبات الفردي والزوجي                                                                                                | تيانتسوا سارة راكوتومانغا راجواناه 6–4، 6–4                   | جازمين أورتينزي                              | دانا غوزمان خولييتا لارا إيستابل       | أليس توبيلو فيرناندا لابرينا كارولينا ألفيس آنا صوفيا سانشيز                              |
| 19 أغسطس | أريكيبا، بيرو ترابية W50 سحوبات الفردي والزوجي                                                                                                | جازمين أورتينزي لوسيانا بيريز ألركون 5–7، 6–3، [10–1]         | تيانتسوا سارة راكوتومانغا راجواناه ليان تران | دانا غوزمان خولييتا لارا إيستابل       | أليس توبيلو فيرناندا لابرينا كارولينا ألفيس آنا صوفيا سانشيز                              |
| 19 أغسطس | تشالنجر ساسكاتون ساسكاتون، كندا صلب W35 سحوبات الفردي والزوجي                                                                                 | كيلا كروس 4–6، 6–4، 6–4                                       | ميا كوبريس                                   | ستايسي فانغ جيسيكا فايللا              | مي لان أريانا أرسينو باريس كورلي مارتينا أوكالوفا                                         |
| 19 أغسطس | تشالنجر ساسكاتون ساسكاتون، كندا صلب W35 سحوبات الفردي والزوجي                                                                                 | أريانا أرسينو ميا كوبريس 6–4، 6–3                             | هيروكو كواتا ماريبيلا زاماريبا               | ستايسي فانغ جيسيكا فايللا              | مي لان أريانا أرسينو باريس كورلي مارتينا أوكالوفا                                         |
| 19 أغسطس | كونشان، الصين صلب W35 سحوبات الفردي والزوجي                                                                                                   | شي هان 6–0، 7–5                                               | كودي وونغ                                    | كيرا بافلوفا · غوو ميكي                | فنج شوو لي زونغيو سارة-ريبيكا سيكوليتش تشنغ ووشوانغ                                       |
| 19 أغسطس | كونشان، الصين صلب W35 سحوبات الفردي والزوجي                                                                                                   | لي يا-هسين كودي وونغ 7–5، 6–4                                 | لي يو-يون ياو شينشين                         | كيرا بافلوفا · غوو ميكي                | فنج شوو لي زونغيو سارة-ريبيكا سيكوليتش تشنغ ووشوانغ                                       |
| 19 أغسطس | براونشفايغ (مدينة)، ألمانيا ترابية W35 سحوبات الفردي والزوجي                                                                                  | سينجا كراوس 6–3، 3–6، 6–1                                     | مارينا ميلنيكوفا                             | سيلفيا أمبروسيو لويزا ماير على هايد    | إريكا سما إيفا ماري فوراتشيك ايكومي يامازاكي إيفا بينيمان                                 |
| 19 أغسطس | براونشفايغ (مدينة)، ألمانيا ترابية W35 سحوبات الفردي والزوجي                                                                                  | فونا كوزاكي إريكا سما 6–3، 7–6(11–9)                          | سارة إلييف ايكومي يامازاكي                   | سيلفيا أمبروسيو لويزا ماير على هايد    | إريكا سما إيفا ماري فوراتشيك ايكومي يامازاكي إيفا بينيمان                                 |
| 19 أغسطس | كلوج نابوكا، رومانيا ترابية W35 سحوبات الفردي والزوجي                                                                                         | جورجيا كراتشون 6–1، 6–2                                       | كارلوتا مارتينيز سيريز                       | إيلينكا أماريي دينيس فالنتيه           | جيسيكا بيري جيني دويرست يوانا زفونارو باتريسيا ماريا تيغ                                  |
| 19 أغسطس | كلوج نابوكا، رومانيا ترابية W35 سحوبات الفردي والزوجي                                                                                         | جيني دويرست أونا جافريلا 6–1، 6–0                             | بريانا زابو باتريسيا ماريا تيغ               | إيلينكا أماريي دينيس فالنتيه           | جيسيكا بيري جيني دويرست يوانا زفونارو باتريسيا ماريا تيغ                                  |
| 19 أغسطس | فرنياتشكا بانيا أوبن فرنياتشكا بانيا، صربيا ترابية W35 سحوبات الفردي والزوجي                                                                  | كارسون برانستين 7–6(7–5)، 6–4                                 | لولا راديفوييفيتش                            | تينا لوكاس · تاتيانا بروزوروفا         | كايتلين كفيدو · إيكاترينا أوفتشارينكو · ناتاليجا سينيك · ليديا إنشيفا                     |
| 19 أغسطس | فرنياتشكا بانيا أوبن فرنياتشكا بانيا، صربيا ترابية W35 سحوبات الفردي والزوجي                                                                  | ناتاليجا سينيك أنيا ستانكوفيتش 6–3، 6–4                       | إيلا نالا ميليتش آنا توراتي                  | تينا لوكاس · تاتيانا بروزوروفا         | كايتلين كفيدو · إيكاترينا أوفتشارينكو · ناتاليجا سينيك · ليديا إنشيفا                     |
| 19 أغسطس | فيغو، إسبانيا صلبة W35 القرعة الفردية والزوجية                                                                                                | تيساه أندريانجافيتريمو 6–4، 6–3                               | ميساكي ماتسودا                               | فيتاليا دياتشينكو · ناهيا بيريوكيتشيا  | مارتينا كوبكا أنكيتا راينا ميليسا إركان أولغا هيلمي                                       |
| 19 أغسطس | فيغو، إسبانيا صلبة W35 القرعة الفردية والزوجية                                                                                                | ساكورا هوسوجي ميساكي ماتسودا 6–0، 3–6، [10–6]                 | إيفا ألفاريز ساندي ماكسين مورفي              | فيتاليا دياتشينكو · ناهيا بيريوكيتشيا  | مارتينا كوبكا أنكيتا راينا ميليسا إركان أولغا هيلمي                                       |
| 19 أغسطس | فيربير، سويسرا ترابية W35 القرعة الفردية والزوجية                                                                                             | لارا شميت 6–4، 7–5                                            | تينا نادين سميث                              | ديبورا كيزا ديانا مارسنكفيتشا          | كاثارينا هوبجارسكي · أليس راميه · فيكتوريا كان · فيديريكا دي سارا                         |
| 19 أغسطس | فيربير، سويسرا ترابية W35 القرعة الفردية والزوجية                                                                                             | هايلي جيوارا ديانا مارسنكفيتشا 2–6، 6–3، [10–7]               | إيناس إيبو نايمة كاراموكو                    | ديبورا كيزا ديانا مارسنكفيتشا          | كاثارينا هوبجارسكي · أليس راميه · فيكتوريا كان · فيديريكا دي سارا                         |
| 19 أغسطس | وانفيرسي-باوليه، بلجيكا ترابية W15 القرعة الفردية والزوجية                                                                                    | جانيس تيجن 6–2، 6–2                                           | ماري فيكرلي                                  | كريستينا دياز أدروفر آنا لين بولس      | ستيفاني فيزشر كات كوبز جينا ماري ديتمن روماني لونجفيل                                     |
| 19 أغسطس | وانفيرسي-باوليه، بلجيكا ترابية W15 القرعة الفردية والزوجية                                                                                    | كات كوبز روماني لونجفيل 6–4، 7–6(7–3)                         | إيلا سيمونز جانيس تيجن                       | كريستينا دياز أدروفر آنا لين بولس      | ستيفاني فيزشر كات كوبز جينا ماري ديتمن روماني لونجفيل                                     |
| 19 أغسطس | كراكوف، بولندا ترابية W15 القرعة الفردية والزوجية                                                                                             | ليندا شيفتشكوفا 6–3، 2–6، 6–4                                 | كارولينا فلتكوفا                             | أدريان ناغي إيفانا شيبيستوفا           | مارجريتا إيغناتييفا كلاوديا ببيليتي أليسا بارانوفسكا فاليريا أوليانوفيسكايا               |
| 19 أغسطس | كراكوف، بولندا ترابية W15 القرعة الفردية والزوجية                                                                                             | أدريان ناغي ليندا شيفتشكوفا 7–6(7–2)، 6–3                     | سلمى دروجدوفا إيفانا شيبيستوفا               | أدريان ناغي إيفانا شيبيستوفا           | مارجريتا إيغناتييفا كلاوديا ببيليتي أليسا بارانوفسكا فاليريا أوليانوفيسكايا               |
| 19 أغسطس | مالمو، السويد ترابية W15 القرعة الفردية والزوجية                                                                                              | كلاريسا بلومكفيست 6–2، 6–7(1–7)، 7–6(7–3)                     | إنديا هوتون                                  | كاتيرينا تسيغوروفا جولييتا سانير       | داريا يسيبتشوك يوهان سفيندسن باتريتشيا باوكشتايتي تيانا تيان دينج                         |
| 19 أغسطس | مالمو، السويد ترابية W15 القرعة الفردية والزوجية                                                                                              | إنديا هوتون ليسا زار 4–6، 6–2، [10–4]                         | سرافينا أوليفيا هانسن كارينا سيرتفيت         | كاتيرينا تسيغوروفا جولييتا سانير       | داريا يسيبتشوك يوهان سفيندسن باتريتشيا باوكشتايتي تيانا تيان دينج                         |
| 19 أغسطس | ناخون سي ثامارات، تايلاند صلب W15 سحوبات الفردي والزوجي                                                                                       | باتشارين شيبشانديج 6–3، 6–3                                   | فيشنافي أدار                                 | موموكو كوبوري رينا سايغو               | باك دا يون جيونغ بو يونغ ناتسومي كواجوتشي ميهو كوراموتشي                                  |
| 19 أغسطس | ناخون سي ثامارات، تايلاند صلب W15 سحوبات الفردي والزوجي                                                                                       | ناتسومي كواجوتشي موموكو كوبوري 6–3، 6–4                       | هونكا كوباياشي يوكي نا سايغو                 | موموكو كوبوري رينا سايغو               | باك دا يون جيونغ بو يونغ ناتسومي كواجوتشي ميهو كوراموتشي                                  |
| 19 أغسطس | المنستير، تونس صلب W15 سحوبات الفردي والزوجي                                                                                                  | ياسمين منصوري 6–3، 6–2                                        | كاميلا زانوليني                              | فيكتوريا لويزا باروس أرابيلا كولر      | ماريا كالياكينا · شيراز بشري · إيلينا كارينر · لميس الحسين عبد العزيز                     |
| 19 أغسطس | المنستير، تونس صلب W15 سحوبات الفردي والزوجي                                                                                                  | مريم عطية مارينا بلباريلا 7–5، 7–5                            | بولينا كايبيكوفا · رالينا كالي مولينا        | فيكتوريا لويزا باروس أرابيلا كولر      | ماريا كالياكينا · شيراز بشري · إيلينا كارينر · لميس الحسين عبد العزيز                     |
| 26 أغسطس | بطولة جينان جينان، الصين صلب W50 القرعة الفردية والزوجية                                                                                      | تشنغ ووشوانغ 6–2، 6–2                                         | ياو شينشين                                   | شي هان هينا إينووي                     | وانغ مييلينغ · إيكاترينا شاليموفا · كيوكا أوكامورا · ليانغ أن-شوو                         |
| 26 أغسطس | بطولة جينان جينان، الصين صلب W50 القرعة الفردية والزوجية                                                                                      | قوو ميكي شياو تشنغهوا 6–3، 1–6، [10–5]                        | فينغ شيوو ليو فانجزو                         | شي هان هينا إينووي                     | وانغ مييلينغ · إيكاترينا شاليموفا · كيوكا أوكامورا · ليانغ أن-شوو                         |
| 26 أغسطس | ميربوش، ألمانيا طين W50 القرعة الفردية والزوجية                                                                                               | سينجا كراوس 6–4، 6–3                                          | لولا راديفويفيتش                             | رالوكا سيربان بيرفو جنكيز              | منى بارثل كاميلا بارتوني أليكسيس بلوكينا كاثينكا فون ديكمان                               |
| 26 أغسطس | ميربوش، ألمانيا طين W50 القرعة الفردية والزوجية                                                                                               | ماغالي كيمبين لارا سالدن 6–3، 6–0                             | جينا ماري ديتمان فيفيان ساندبرغ              | رالوكا سيربان بيرفو جنكيز              | منى بارثل كاميلا بارتوني أليكسيس بلوكينا كاثينكا فون ديكمان                               |
| 26 أغسطس | أولدنزال، هولندا طين W50 القرعة الفردية والزوجية                                                                                              | هان فانديفينكل 4–6، 6–2، 7–6(7–3)                             | بولينا كوديرميتوفا                           | جوستينا ميكولسكيت إيبيك أوز            | أنطونيا شميت كريستينا دياز أدروفر لييري روميرو غورماز أنوك كوفرمانز                       |
| 26 أغسطس | أولدنزال، هولندا طين W50 القرعة الفردية والزوجية                                                                                              | بولينا كوديرميتوفا · إيكاترينا ماكاروفا · 6–4، 1–6، [10–7]    | فريا كريستي يوليانا ليزارازو                 | جوستينا ميكولسكيت إيبيك أوز            | أنطونيا شميت كريستينا دياز أدروفر لييري روميرو غورماز أنوك كوفرمانز                       |
| 26 أغسطس | ساو باولو، البرازيل طين W35 القرعة الفردية والزوجية                                                                                           | لويزا فولانا 6–0، 2–2 انسحاب                                  | جوجيا بيدوني                                 | ليان تران أورورا زانتيديتشي            | صوفيا روكيتي · جازمن أورتينزي · نويليا زيبالوس · أنستازيا زولاتاريفا                      |
| 26 أغسطس | ساو باولو، البرازيل طين W35 القرعة الفردية والزوجية                                                                                           | جايدا دانييل · أنستازيا جريتشكينا · انسحاب                    | جوجيا بيدوني أورورا زانتيديتشي               | ليان تران أورورا زانتيديتشي            | صوفيا روكيتي · جازمن أورتينزي · نويليا زيبالوس · أنستازيا زولاتاريفا                      |
| 26 أغسطس | ترييستي، إيطاليا طين W35 القرعة الفردية والزوجية                                                                                              | كارلوتا مارتينيز سيريز 7–6(7–2)، 6–4                          | أنستازيا أباگناتو                            | غابرييلا سي دليلا ياكوبوفيتش           | باربورا باليكوفا أماريسا توث فرانشيسكا كورمي مارثا ماتولا                                 |
| 26 أغسطس | ترييستي، إيطاليا طين W35 القرعة الفردية والزوجية                                                                                              | أنستازيا أباگناتو أنيتا هوساريتش 6–3، 4–6، [11–9]             | ژيفا فالكينر أماريسا توث                     | غابرييلا سي دليلا ياكوبوفيتش           | باربورا باليكوفا أماريسا توث فرانشيسكا كورمي مارثا ماتولا                                 |
| 26 أغسطس | براشوف، رومانيا تراب W35 قرعة الفردي والزوجي                                                                                                  | نينا فارجوڤا 6–0، 7–6(7–5)                                    | اوانا گاڤريلا                                | نيكول فوستا هويرگو الينكا أماريي       | باتريسيا ماريا تيغ سارة تاتو يانا بوجوڤيتش صوفيا شاباتافا                                 |
| 26 أغسطس | براشوف، رومانيا تراب W35 قرعة الفردي والزوجي                                                                                                  | كسينيا لاسكوتوفا · نينا فارجوڤا · 6–3، 6–4                    | مارينا كولب ناديا كولب                       | نيكول فوستا هويرگو الينكا أماريي       | باتريسيا ماريا تيغ سارة تاتو يانا بوجوڤيتش صوفيا شاباتافا                                 |
| 26 أغسطس | TCCB Open كولونج-بيليريف، سويسرا تراب W35 قرعة الفردي والزوجي                                                                                 | ايلة أكسو 3–6، 6–1، 6–4                                       | سادا ناهيمانا                                | تينا نادين سميث أليس راميه             | أماندين هيس سيباستينا سكيلبوتي ماديسون سيج ديانا مارسنكفيتشا                              |
| 26 أغسطس | TCCB Open كولونج-بيليريف، سويسرا تراب W35 قرعة الفردي والزوجي                                                                                 | إيناس إيبو نايمة كاراموكو 7–6(7–0)، 6–0                       | كارولينا كوزاكوفا فالنتينا ريسر              | تينا نادين سميث أليس راميه             | أماندين هيس سيباستينا سكيلبوتي ماديسون سيج ديانا مارسنكفيتشا                              |
| 26 أغسطس | ناخون سي تامارات، تايلاند صلب W35 قرعة الفردي والزوجي                                                                                         | رينا سايجو 7–5، 2–6، 6–2                                      | فاديهي شودهاري                               | بونيواي تامشايوا باتشارين شيابجانجي    | إريكا سما ناهو ساتو موموكو كوبوري لي أون-هاي                                              |
| 26 أغسطس | ناخون سي تامارات، تايلاند صلب W35 قرعة الفردي والزوجي                                                                                         | كاناكو موريساكي هيكارو ساتو 6–2، 6–3                          | ناتسومي كاواجوتشي موموكو كوبوري              | بونيواي تامشايوا باتشارين شيابجانجي    | إريكا سما ناهو ساتو موموكو كوبوري لي أون-هاي                                              |
| 26 أغسطس | بييلسكو-بياوا، بولندا تراب W15 قرعة الفردي والزوجي                                                                                            | داريا كوتشر 6–4، 6–2                                          | كلاوديا بوبليتي                              | أليسا بارانوفسكا إيفانا شبيستوفا       | دينيس هردينكوفا · بولينا ليكينا · صوفيا ميلاتوفا · فاليريا أوليانوفيسكايا                 |
| 26 أغسطس | بييلسكو-بياوا، بولندا تراب W15 قرعة الفردي والزوجي                                                                                            | فيرونيكا إيوالد داريا كوتشر 7–5، 1–6، [10–6]                  | كارولينا كوبانوفا أنيتا لابوتكوفا            | أليسا بارانوفسكا إيفانا شبيستوفا       | دينيس هردينكوفا · بولينا ليكينا · صوفيا ميلاتوفا · فاليريا أوليانوفيسكايا                 |
| 26 أغسطس | كورشوملييسكا بانيا، صربيا تراب W15 قرعة الفردي والزوجي                                                                                        | أرينا بولاتوفا · 6–3، 4–6، 7–5                                | كاترينا تسيغوروفا                            | زوزانا باوليكوفسكا ميرجانا يوفانوفيتش  | دراغينيا فوكوفيتش · إيلينا روكساندرا بيرتيا · آنا جيرالدي ريكينا · ديانا ديميدوفا         |
| 26 أغسطس | كورشوملييسكا بانيا، صربيا تراب W15 قرعة الفردي والزوجي                                                                                        | كاترينا تسيغوروفا دراغينيا فوكوفيتش 7–5، 7–6(7–2)             | تيا نيكشيفيتش زوزانا باوليكوفسكا             | زوزانا باوليكوفسكا ميرجانا يوفانوفيتش  | دراغينيا فوكوفيتش · إيلينا روكساندرا بيرتيا · آنا جيرالدي ريكينا · ديانا ديميدوفا         |
| 26 أغسطس | بلد الوليد، إسبانيا أرض صلبة W15 قرعة الفردي والزوجي                                                                                          | سيليا سيرفينيو رويز 4–6، 6–1، 6–1                             | سابين روتلاوكا                               | ماريا أندرينكو · كاثلين كانيف          | مرسيدس أريستيجوي ميريتكسيل تيكسيدو غارسيا كلوديا فيرير بيريز كارمن لوبيز مارتينيز         |
| 26 أغسطس | بلد الوليد، إسبانيا أرض صلبة W15 قرعة الفردي والزوجي                                                                                          | كاثلين كانيف إليز مالوني 6–2، 4–6، [10–4]                     | سيليا سيرفينيو رويز آنا فيليبا سانتوس        | ماريا أندرينكو · كاثلين كانيف          | مرسيدس أريستيجوي ميريتكسيل تيكسيدو غارسيا كلوديا فيرير بيريز كارمن لوبيز مارتينيز         |
| 26 أغسطس | المنستير، تونس أرض صلبة W15 قرعة الفردي والزوجي                                                                                               | أريانا خيرلينغز 6–4، 6–1                                      | لميس الحسين عبد العزيز                       | زيل ديساي أرابيلا كولر                 | كاميلا زانوليني · ماري فيليت · أنيا ويلدغروبر · كسينيا يرش                                |
| 26 أغسطس | المنستير، تونس أرض صلبة W15 قرعة الفردي والزوجي                                                                                               | صوفيا جيبانكوفا · كسينيا يرش · 6–2، 6–3                       | زيل ديساي سيلين سيمونيو                      | زيل ديساي أرابيلا كولر                 | كاميلا زانوليني · ماري فيليت · أنيا ويلدغروبر · كسينيا يرش                                |

### سبتمبر
| الأسبوع   | البطولة                                                                                    | الفائزات                                                        | الوصيفات                                                        | المتأهلات لنصف النهائي                                          | المتأهلات لربع النهائي                                                          |
| --------- | ------------------------------------------------------------------------------------------ | --------------------------------------------------------------- | --------------------------------------------------------------- | --------------------------------------------------------------- | ------------------------------------------------------------------------------- |
| 2 سبتمبر  | إنتشون أوبن إنتشون، كوريا الجنوبية صلب W100 فردي – زوجي                                    | تاتيانا بروزوروفا · 6–3، 6–0                                    | جاو شينيو                                                       | لانلانا تارارودي آوي إيتو                                       | ليانغ إن-شو باك دا-يون هينا إينو آيومي كوشيشي                                   |
| 2 سبتمبر  | إنتشون أوبن إنتشون، كوريا الجنوبية صلب W100 فردي – زوجي                                    | تانغ كيان هوي تشنغ ووشوانغ 6–2، 6–3                             | فينغ شو آوي إيتو                                                | لانلانا تارارودي آوي إيتو                                       | ليانغ إن-شو باك دا-يون هينا إينو آيومي كوشيشي                                   |
| 2 سبتمبر  | بطولة السيدات في فيينا فيينا، النمسا تراب W75 فردي – زوجي                                  | تينا لوكاس 6–4، 6–1                                             | ليا كارانتشيفا                                                  | نوريا برانكاكيو إيفا بريموراتش                                  | لولا راديفوييفيتش ماريا خوسيه بورتيو راميريز أيلة أكسو ليير روميرو غورماز       |
| 2 سبتمبر  | بطولة السيدات في فيينا فيينا، النمسا تراب W75 فردي – زوجي                                  | إميلي أبلتون إستيل كاسينو 6–4، 7–6(7–1)                         | مارينا كولب ناديا كولب                                          | نوريا برانكاكيو إيفا بريموراتش                                  | لولا راديفوييفيتش ماريا خوسيه بورتيو راميريز أيلة أكسو ليير روميرو غورماز       |
| 2 سبتمبر  | سانت بالي سور مير، فرنسا تراب W50 قرعة الفردي والزوجي                                      | جوستينا ميكولسكيت 7–5، 7–6(7–2)                                 | كيتلين كويفيدو                                                  | فرانسيسكا جونز سارة كاكريفيتش                                   | أليس روب كارولينا كوهل ديانا مارتينوف جيسيكا بيري                               |
| 2 سبتمبر  | سانت بالي سور مير، فرنسا تراب W50 قرعة الفردي والزوجي                                      | سارة إيلييف إيما لينيه 7–6(7–5)، 6–2                            | جوستينا ميكولسكيت سافو ساكيلاريدي                               | فرانسيسكا جونز سارة كاكريفيتش                                   | أليس روب كارولينا كوهل ديانا مارتينوف جيسيكا بيري                               |
| 2 سبتمبر  | سلوبوزيا، رومانيا تراب W50 قرعة الفردي والزوجي                                             | سادا ناهيمانا 6–4، 6–1                                          | ديانا رادانوفيتش                                                | جورجيا كراسوني إرينا براء                                       | إيكاتيرينا ماكاروفا · أنجيلا فيتا بولودا · رالوكا سيربان · لوسيا كورتيز لوركا   |
| 2 سبتمبر  | سلوبوزيا، رومانيا تراب W50 قرعة الفردي والزوجي                                             | بريانا سزابو باتريسيا ماريا تيغ 6–4، 7–5                        | إرينا براء إيكاترين جورجودزي                                    | جورجيا كراسوني إرينا براء                                       | إيكاتيرينا ماكاروفا · أنجيلا فيتا بولودا · رالوكا سيربان · لوسيا كورتيز لوركا   |
| 2 سبتمبر  | بيراسيكابا، البرازيل طين W35 سحوبات الفردي والزوجي                                         | جيورجيا بيدونه 6–4، 6–2                                         | جازمين أورتيزي                                                  | جولييتا لارا إستابلي أورورا زانتيديشي                           | صوفيا روكشيتي ديليتا تشيروبيني كارولينا ألفيس مارتينا كابورو تابوردا            |
| 2 سبتمبر  | بيراسيكابا، البرازيل طين W35 سحوبات الفردي والزوجي                                         | ميريانا تونا نولييا زيبالوس 5–7، 6–1، [12–10]                   | ماريا بولينا بيريز أورورا زانتيديشي                             | جولييتا لارا إستابلي أورورا زانتيديشي                           | صوفيا روكشيتي ديليتا تشيروبيني كارولينا ألفيس مارتينا كابورو تابوردا            |
| 2 سبتمبر  | بونتا كانا، جمهورية الدومينيكان طين W35 سحوبات الفردي والزوجي                              | داريا فيدمانوفا 3–6، 6–0، 6–4                                   | ألكساندرا فيتش                                                  | سهاجا يامالابالي ماريا فرناندا هيرازو                           | فالنتينا ميديوريل سارا دولس فيكتوريا أوسيغوي آلي كيك                            |
| 2 سبتمبر  | بونتا كانا، جمهورية الدومينيكان طين W35 سحوبات الفردي والزوجي                              | أريانا أرسينو كايلا كروس 6–4، 7–6(7–5)                          | مارغو ماكي ماريا مارتينيز فاكيرو                                | سهاجا يامالابالي ماريا فرناندا هيرازو                           | فالنتينا ميديوريل سارا دولس فيكتوريا أوسيغوي آلي كيك                            |
| 2 سبتمبر  | ليرية، البرتغال صلب W35 سحوبات الفردي والزوجي                                              | ماتيلدي خورخي 1–6، 6–2، 6–1                                     | أناستاسيا كوليكوفا                                              | إيلا ماكدونالد ستايسي فونغ                                      | كاتارينا كوزموفا رادكا زيلنيكوفا داريا فرايمان مانون ليونار                     |
| 2 سبتمبر  | ليرية، البرتغال صلب W35 سحوبات الفردي والزوجي                                              | سارة بيث غري ماتيلدي خورخي 7–6(7–1)، 6–2                        | بيانكا فيرنانديز رادكا زيلنيكوفا                                | إيلا ماكدونالد ستايسي فونغ                                      | كاتارينا كوزموفا رادكا زيلنيكوفا داريا فرايمان مانون ليونار                     |
| 2 سبتمبر  | ناخون سي تامارات، تايلاند صلب W35 سحوبات الفردي والزوجي                                    | هيكاروا ساتو 4–6، 6–3، 6–2                                      | ماريا تكاتشيفا                                                  | فيديهي شودهاري رينا سايغو                                       | أنري ناجاتا شريفالي باميديباتي باتشارين شيابهانديج تساو جيا يي                  |
| 2 سبتمبر  | ناخون سي تامارات، تايلاند صلب W35 سحوبات الفردي والزوجي                                    | كاناكو موريساكي هيكاروا ساتو 6–3، 2–6، [10–8]                   | شريفالي باميديباتي فيديهي شودهاري                               | فيديهي شودهاري رينا سايغو                                       | أنري ناجاتا شريفالي باميديباتي باتشارين شيابهانديج تساو جيا يي                  |
| 2 سبتمبر  | دينارد (فرنسا)، فرنسا طين W15 سحوبات الفردي والزوجي                                        | فيرونيكا بودريز 6–1، 6–1                                        | ماتيلدي لوليا                                                   | بولين باييت سينا هيرمان                                         | إيمانويل جيرارد آنا غروبر فيكي فان دي بير فرانسيسكا زيديات                      |
| 2 سبتمبر  | دينارد (فرنسا)، فرنسا طين W15 سحوبات الفردي والزوجي                                        | فيكي فان دي بير إميلي ويلكر 6–3، 6–1                            | ميلودي هيفتي جينا ليدر                                          | بولين باييت سينا هيرمان                                         | إيمانويل جيرارد آنا غروبر فيكي فان دي بير فرانسيسكا زيديات                      |
| 2 سبتمبر  | فيانو رومانو، إيطاليا طين W15 سحوبات الفردي والزوجي                                        | فيرينا ميليس 6–4، 6–7(2–7)، 6–4                                 | سميرة دي ستيفانو                                                | آنه شيفر أليساندرا ماتسولا                                      | دينيزي فالنتي فيديريكا ساكو كاميلا جينارو لورا ماير                             |
| 2 سبتمبر  | فيانو رومانو، إيطاليا طين W15 سحوبات الفردي والزوجي                                        | فيديريكا ساكو بياتريس ستاجنو 7–6(7–5)، 6–7(3–7)، [10–7]         | سميرة دي ستيفانو كاميلا جينارو                                  | آنه شيفر أليساندرا ماتسولا                                      | دينيزي فالنتي فيديريكا ساكو كاميلا جينارو لورا ماير                             |
| 2 سبتمبر  | هارين، هولندا تراب W15 سحوبات الفردي والزوجي                                               | كارولينا كوزاكوفا 7–6(9–7)، 4–6، 7–5                            | ماري فوجت                                                       | روز ماري نايكامب سارة فان إيمست                                 | فريديريك نولتي · لوس إيبلينغ كونينغ · شارلوت فان زونفيلد · ميلانا زابريلوفا     |
| 2 سبتمبر  | هارين، هولندا تراب W15 سحوبات الفردي والزوجي                                               | روز ماري نايكامب إيزيس لويز فان دين بروك 4–6، 7–6(7–4)، [10–6]  | لورا بهنر مينا هدزيك                                            | روز ماري نايكامب سارة فان إيمست                                 | فريديريك نولتي · لوس إيبلينغ كونينغ · شارلوت فان زونفيلد · ميلانا زابريلوفا     |
| 2 سبتمبر  | كورشوملييسكا بانيا، صربيا تراب W15 سحوبات الفردي والزوجي                                   | أرينا بولاتوفا · 6–2، 6–4                                       | أنيا ستانكوفيتش                                                 | لورا سيليكوفا لوكا أودفاردي                                     | سوانا توساكوفيتش أنستاسيا تزفيتكوفيتش دراجينيا فوكوفيتش ميكايلا بايرلوفا        |
| 2 سبتمبر  | كورشوملييسكا بانيا، صربيا تراب W15 سحوبات الفردي والزوجي                                   | ميكايلا بايرلوفا شتيفانيا بوجيكا 6–2، 6–2                       | زوزانا بافليكوسكا كاترينا تيجوروفا                              | لورا سيليكوفا لوكا أودفاردي                                     | سوانا توساكوفيتش أنستاسيا تزفيتكوفيتش دراجينيا فوكوفيتش ميكايلا بايرلوفا        |
| 2 سبتمبر  | المنستير، تونس صلب W15 سحوبات الفردي والزوجي                                               | هيومي آبي 6–4، 1–6، 6–3                                         | إيرين كايتانو                                                   | داشا pl خانونا · ماريا جولوفينا                                 | زوو ريروي · زيل ديساي · كاميلا زانوليني · ماريا كالياكينا                       |
| 2 سبتمبر  | المنستير، تونس صلب W15 سحوبات الفردي والزوجي                                               | ماتيلدي ماريني سيلين سيمونيو 6–1، 6–3                           | صوفيا جابانكوفا · كسينيا ييرش                                   | داشا pl خانونا · ماريا جولوفينا                                 | زوو ريروي · زيل ديساي · كاميلا زانوليني · ماريا كالياكينا                       |
| 9 سبتمبر  | برث الدولية للتنس برث، أستراليا صلب W75 فردي – زوجي                                        | تاليا جيبسون 6–7(5–7)، 6–1، 6–3                                 | ماديسون إنجليس                                                  | ليزيت كابريرا ديستاني أيافا                                     | شريفي باميديباتي بيترا هول أيانو شيميزو ساكي إمامورا                            |
| 9 سبتمبر  | برث الدولية للتنس برث، أستراليا صلب W75 فردي – زوجي                                        | تاليا جيبسون ماديسون إنجليس 6–2، 6–4                            | إيرينا هاياشي ساكي إمامورا                                      | ليزيت كابريرا ديستاني أيافا                                     | شريفي باميديباتي بيترا هول أيانو شيميزو ساكي إمامورا                            |
| 9 سبتمبر  | لوبورغ المفتوحة الدولية لوبورغ، فرنسا صلب W75 فردي – زوجي                                  | تيساه أندريانجافيتريمو 6–2، 6–4                                 | مانون ليونارد                                                   | أمارني بانكس ليندا كليموفيتشوفا                                 | تاميرا باسيك مارجو روفروي هارموني تان أودري ألبي                                |
| 9 سبتمبر  | لوبورغ المفتوحة الدولية لوبورغ، فرنسا صلب W75 فردي – زوجي                                  | لينا غلوشكو · أنستاسيا تيخونوفا · 6–3، 6–1                      | جوليا أفدييفا · إيكاتيرينا ماكلاكوفا                            | أمارني بانكس ليندا كليموفيتشوفا                                 | تاميرا باسيك مارجو روفروي هارموني تان أودري ألبي                                |
| 9 سبتمبر  | غوييانغ، الصين صلب W50 قرعات الفردي والزوجي                                                | هينا إينوي 7–6(7–4)، 6–4                                        | ألكسندرا شوبلادزي                                               | تشانغ روين تشنغ ووشوانغ                                         | فنغ شوا ليو فانجزو وانغ مييلينغ قوو هانيو                                       |
| 9 سبتمبر  | غوييانغ، الصين صلب W50 قرعات الفردي والزوجي                                                | فنغ شوا يي كيويو 7–6(7–3)، 6–3                                  | لي زونغيو شي هان                                                | تشانغ روين تشنغ ووشوانغ                                         | فنغ شوا ليو فانجزو وانغ مييلينغ قوو هانيو                                       |
| 9 سبتمبر  | ليمه، البرازيل طين W35 قرعات الفردي والزوجي                                                | جيورجيا بيدوني 2–6، 4–6                                         | أورورا زانتيديسكي                                               | لويزا فولانا فيكتوريا رودريغيز                                  | كاميلا روميرو · جوليتا لارا استبل · داريا لوديكوفا · مارتينا كابورو تابوردا     |
| 9 سبتمبر  | ليمه، البرازيل طين W35 قرعات الفردي والزوجي                                                | ميرينا تونا نوِيليا زيبالوس 4–6، 4–6، [10–4]                     | ريبيكا بيريرا كاميلا روميرو                                     | لويزا فولانا فيكتوريا رودريغيز                                  | كاميلا روميرو · جوليتا لارا استبل · داريا لوديكوفا · مارتينا كابورو تابوردا     |
| 9 سبتمبر  | بونتا كانا، جمهورية الدومينيكان طين W35 قرعة الفردي والزوجي                                | كارينا ميلر 5–7، 7–5، 1–6                                       | زيبك كولامباييفا                                                | كايلا كروس لارا فايفر                                           | سهاجا يامالابالي فيكتوريا أوسيغوي ألكسندرا فيتش هيبة شيخ                        |
| 9 سبتمبر  | بونتا كانا، جمهورية الدومينيكان طين W35 قرعة الفردي والزوجي                                | أريانا أرسينو كايلا كروس 1–6، 7–5، [10–8]                       | زيبك كولامباييفا سهاجا يامالابالي                               | كايلا كروس لارا فايفر                                           | سهاجا يامالابالي فيكتوريا أوسيغوي ألكسندرا فيتش هيبة شيخ                        |
| 9 سبتمبر  | سانتاريم، البرتغال صلب W35 قرعة الفردي والزوجي                                             | ستايسي فونغ 6–2، 3–6، 3–6                                       | كلارا فلاسيلير                                                  | أندريا لازارو غارسيا ماتيلدي جورجي                              | سارة بيث غري إيلا مك دونالد ياسمين منصوري تيس سوجنو                             |
| 9 سبتمبر  | سانتاريم، البرتغال صلب W35 قرعة الفردي والزوجي                                             | أنستازيا جوريفا · رادكا زيلنيشكوفا · 5–7، 1–6                   | سارة بيث غري كاتارينا كوزموفا                                   | أندريا لازارو غارسيا ماتيلدي جورجي                              | سارة بيث غري إيلا مك دونالد ياسمين منصوري تيس سوجنو                             |
| 9 سبتمبر  | ريوس، إسبانيا طين W35 قرعة الفردي والزوجي                                                  | كارلوتا مارتينيز سيريذ 1–6، 6–7(4–7)                            | أليس رامي                                                       | إيفا فيدر يلينيا إين ألبون                                      | كاتارينا هوبغارسكي جوليا غرابر ماديسون سيج كارولين فيرنر                        |
| 9 سبتمبر  | ريوس، إسبانيا طين W35 قرعة الفردي والزوجي                                                  | يلينيا إين ألبون ماريا خوسيه بورتيو راميريز 4–6، 3–6            | جوليا غرابر كارولين فيرنر                                       | إيفا فيدر يلينيا إين ألبون                                      | كاتارينا هوبغارسكي جوليا غرابر ماديسون سيج كارولين فيرنر                        |
| 9 سبتمبر  | ديجون، فرنسا طين W15 قرعة الفردي والزوجي                                                   | فابيانا جيتورت 4–6، 1–6                                         | فيرونيكا بودريز                                                 | أستريد سيروت سيباستيانا سكيليبوتي                               | ماتيلد لوليا باولا سيمبرانوس لوسي نغوين تان إميلي فيلكر                         |
| 9 سبتمبر  | ديجون، فرنسا طين W15 قرعة الفردي والزوجي                                                   | روز ماري نيكامب إيزيس لويز فان دين بروك 6–7(1–7)، 4–6           | فابيانا جيتورت مينا هودزيك                                      | أستريد سيروت سيباستيانا سكيليبوتي                               | ماتيلد لوليا باولا سيمبرانوس لوسي نغوين تان إميلي فيلكر                         |
| 9 سبتمبر  | كورشومليسكا بانيا، صربيا طين W15 قرعة الفردي والزوجي                                       | ناتاليا سينيك 4–6، 2–6                                          | لوكا أدفاردي                                                    | أنستاسيا سافتيا · يفغينيا بوردينا                               | أرينا بولاتوفا · فالنتينا شتاينر · سارا ميكاتشا · بيترا كونجيكوسيك              |
| 9 سبتمبر  | كورشومليسكا بانيا، صربيا طين W15 قرعة الفردي والزوجي                                       | تم إلغاء منافسة الزوجي بسبب سوء الأحوال الجوية المستمر          |                                                                 | أنستاسيا سافتيا · يفغينيا بوردينا                               | أرينا بولاتوفا · فالنتينا شتاينر · سارا ميكاتشا · بيترا كونجيكوسيك              |
| 9 سبتمبر  | سنغافورة، سنغافورة صلب W15 قرعة الفردي والزوجي                                             | إلينا نيبلي · 2–6، 5–7، 3–6                                     | زانغ يينغ                                                       | روتوجا بسالي يونو كيتاهارا                                      | كارول يونغ سو لي بيل تومسون بونين كوفابيتوكتيت تشوي أون-يو                      |
| 9 سبتمبر  | سنغافورة، سنغافورة صلب W15 قرعة الفردي والزوجي                                             | بونين كوفابيتوكتيت تيباني لمايتر 4–6، 1–6                       | يوئي تشيكاريشي مي هاسيغاوا                                      | روتوجا بسالي يونو كيتاهارا                                      | كارول يونغ سو لي بيل تومسون بونين كوفابيتوكتيت تشوي أون-يو                      |
| 9 سبتمبر  | المنستير، تونس صلب W15 قرعة الفردي والزوجي                                                 | إيرين كايتانو 5–7، 5–7                                          | ماريا غولوفينا                                                  | أليسا بوبسكو هيرومي آبي                                         | داشا بليخانوفا · ألانا تواييفا · ماريبلا زاماريبا · زو روي روي                  |
| 9 سبتمبر  | المنستير، تونس صلب W15 قرعة الفردي والزوجي                                                 | إيرين كايتانو ماريبلا زاماريبا 4–6، 2–6                         | زينيا باندوروسكا ساندوغاش كينزيباييفا                           | أليسا بوبسكو هيرومي آبي                                         | داشا بليخانوفا · ألانا تواييفا · ماريبلا زاماريبا · زو روي روي                  |
| 16 سبتمبر | كالداس دا رينها ليديز أوبن كالداس دا رينها، البرتغال صلبة W100 فردي – زوجي                 | ألينا كورنيفيا · 6–1، 6–4                                       | أنستاسيا زاخاروفا                                               | فرانسيسكا خورخي لينا غلوشكو                                     | بترا مارتيتش كاميلا روزاتيلو منى بارثل داريا سنيغور                             |
| 16 سبتمبر | كالداس دا رينها ليديز أوبن كالداس دا رينها، البرتغال صلبة W100 فردي – زوجي                 | جودي بوراج · أنستاسيا تيخونوفا · 7–6(7–3)، 6–4                  | فرانسيسكا خورخي ماتيلدي جورجي                                   | فرانسيسكا خورخي لينا غلوشكو                                     | بترا مارتيتش كاميلا روزاتيلو منى بارثل داريا سنيغور                             |
| 16 سبتمبر | بيرث تنس إنترناشونال 2 بيرث، أستراليا صلبة W75 فردي – زوجي                                 | تاليا جيبسون 6–2، 6–4                                           | إري شيميزو                                                      | ماديسون إنجليس إلينا ميكيتش                                     | بيترا هول شريفالي باميديباتي أنكيتا راينا ميساكي ماتسودا                        |
| 16 سبتمبر | بيرث تنس إنترناشونال 2 بيرث، أستراليا صلبة W75 فردي – زوجي                                 | ساكورا هوسوجي ميساكي ماتسودا انسحاب                             | نايكثا بينز أنكيتا راينا                                        | ماديسون إنجليس إلينا ميكيتش                                     | بيترا هول شريفالي باميديباتي أنكيتا راينا ميساكي ماتسودا                        |
| 16 سبتمبر | كأس بزارجق بزارجق، بلغاريا تراب W75 فردي – زوجي                                            | إيلا سيدل 6–1، 6–4                                              | كارولين فيرنر                                                   | أليفينا إبراهيموفا · لايري روميرو غورماز                        | كاتارينا زافاتسكا ليا كاراتانتشيفا فيكتوريا خيمينيز كاسينتسيفا أندريا بريسكرارو |
| 16 سبتمبر | كأس بزارجق بزارجق، بلغاريا تراب W75 فردي – زوجي                                            | فيرونيكا إرجافيتس أنيتا هوساريتش 7–5، 3–6، [10–5]               | ليا كاراتانتشيفا سافو ساكيلاريدي                                | أليفينا إبراهيموفا · لايري روميرو غورماز                        | كاتارينا زافاتسكا ليا كاراتانتشيفا فيكتوريا خيمينيز كاسينتسيفا أندريا بريسكرارو |
| 16 سبتمبر | سان ميغيل دي توكومان، الأرجنتين ترابية W50 روابط السحب الفردية والزوجية                    | سولانا سييرا 6–2، 6–2                                           | جيورجيا بيدوني                                                  | كارولينا ألفيس ليوليا جانجين                                    | جوليا رييرا صوفيا روكيتتي أورورا زانتيديسكي نيكول فوسا هيرغو                    |
| 16 سبتمبر | سان ميغيل دي توكومان، الأرجنتين ترابية W50 روابط السحب الفردية والزوجية                    | نيكول فوسا هيرغو جيبيك كولامباييفا 6–3، 4–6، [10–7]             | ماريا بولينا بيريز أورورا زانتيديسكي                            | كارولينا ألفيس ليوليا جانجين                                    | جوليا رييرا صوفيا روكيتتي أورورا زانتيديسكي نيكول فوسا هيرغو                    |
| 16 سبتمبر | فوزهو، الصين صلبة W50 روابط السحب الفردية والزوجية                                         | داريا كوداشوفا · 6–1، 6–1                                       | قوه هانيو                                                       | تشينج ووشوانج ياو شينشين                                        | وانغ جياكي يانغ ييدي وانغ كيانغ يانغ يا-يي                                      |
| 16 سبتمبر | فوزهو، الصين صلبة W50 روابط السحب الفردية والزوجية                                         | لي يا-هسين لين فانج-آن 6–3، 6–4                                 | تشو إيه-هسوان تشو إيه-تسين                                      | تشينج ووشوانج ياو شينشين                                        | وانغ جياكي يانغ ييدي وانغ كيانغ يانغ يا-يي                                      |
| 16 سبتمبر | Santa Margherita di Pula، إيطاليا ترابية W35 روابط السحب الفردية والزوجية                  | جولي ستروبلوفا 5–7، 7–6(7–5)، 6–2                               | نوريا برانكاشيو                                                 | ليزا زار أليونا بولسوفا                                         | سيلفيا أمبروسيو كاميلا جينارو كارلوتا مارتينيز سيريذ تاتيانا بيري               |
| 16 سبتمبر | Santa Margherita di Pula، إيطاليا ترابية W35 روابط السحب الفردية والزوجية                  | أليونا بولسوفا إيفا فيدر 6–3، 6–3                               | كاثارينا هوبجارسكي جولي ستروبلوفا                               | ليزا زار أليونا بولسوفا                                         | سيلفيا أمبروسيو كاميلا جينارو كارلوتا مارتينيز سيريذ تاتيانا بيري               |
| 16 سبتمبر | كيوتو، اليابان صلبة (داخلية) W35 روابط السحب الفردية والزوجية                              | موموكو كوبوري 7–6(7–1)، 6–2                                     | تيباني لوميتر                                                   | زانج يينغ تساو تشيا-يي                                          | ميشيكا أوزيكي هونوا كوباياشي جونري ناميجاتا إيكومي يامازاكي                     |
| 16 سبتمبر | كيوتو، اليابان صلبة (داخلية) W35 روابط السحب الفردية والزوجية                              | أنري ناجاتا إيكومي يامازاكي 6–4، 7–5                            | هايو كينوشيتا يوكينة سايغو                                      | زانج يينغ تساو تشيا-يي                                          | ميشيكا أوزيكي هونوا كوباياشي جونري ناميجاتا إيكومي يامازاكي                     |
| 16 سبتمبر | سان رافاييل، الولايات المتحدة صلب W35 سحوبات الفردي والزوجي                                | روبن أندرسون 7–6(8–6)، 6–2                                      | آشلي كراتزير                                                    | كايلا داي صوفي تشانغ                                            | كاثرين سيبوف · إيرينا شيمانوفيتش · ليا ما · غابرييلا كناتسون                    |
| 16 سبتمبر | سان رافاييل، الولايات المتحدة صلب W35 سحوبات الفردي والزوجي                                | روبن أندرسون ألانا سميث 7–5، 6–2                                | ماكينا جونز جيمي لوب                                            | كايلا داي صوفي تشانغ                                            | كاثرين سيبوف · إيرينا شيمانوفيتش · ليا ما · غابرييلا كناتسون                    |
| 16 سبتمبر | شرم الشيخ، مصر صلب W15 سحوبات الفردي والزوجي                                               | زوزيا كاردافا 2–6، 7–5، 6–2                                     | جاكلين كاباج أواد                                               | فارفارا بانشينا · ساندرا سمير                                   | مريم عطية · ياسمين عزت · سلمى دروجدوفا · أولادزيسلافا زفيرافا                   |
| 16 سبتمبر | شرم الشيخ، مصر صلب W15 سحوبات الفردي والزوجي                                               | جاكلين كاباج أواد ساندرا سمير 6–4، 6–0                          | سلمى دروجدوفا بريانا سزابو                                      | فارفارا بانشينا · ساندرا سمير                                   | مريم عطية · ياسمين عزت · سلمى دروجدوفا · أولادزيسلافا زفيرافا                   |
| 16 سبتمبر | نوجينت سور مارن، فرنسا تراب W15 سحوبات الفردي والزوجي                                      | أنيتا كوتشموفا 6–3، 6–1                                         | مارييلا تام                                                     | إينولا كييزا ستيفاني فيشر                                       | ماتيلدا نجول كاري بولا أرياس مانخون ماتيلدا لوليا فيرونيكا بودريز               |
| 16 سبتمبر | نوجينت سور مارن، فرنسا تراب W15 سحوبات الفردي والزوجي                                      | إينولا كييزا فيديريكا أورجيزي 6–1، 7–6(7–3)                     | لورا بونر شانتال سوفانت                                         | إينولا كييزا ستيفاني فيشر                                       | ماتيلدا نجول كاري بولا أرياس مانخون ماتيلدا لوليا فيرونيكا بودريز               |
| 16 سبتمبر | كورشوملييسكا بانجا، صربيا تراب W15 سحوبات الفردي والزوجي                                   | تم إلغاء منافسات الفردي والزوجي بسبب سوء الأحوال الجوية المستمر | تم إلغاء منافسات الفردي والزوجي بسبب سوء الأحوال الجوية المستمر | تم إلغاء منافسات الفردي والزوجي بسبب سوء الأحوال الجوية المستمر | تم إلغاء منافسات الفردي والزوجي بسبب سوء الأحوال الجوية المستمر                 |
| 16 سبتمبر | سبتة، إسبانيا صلب W15 سحوبات الفردي والزوجي                                                | أميلي فان إمبي 6–4، 6–2                                         | جوديث بيريلو سافيدرا                                            | ألبا ري غارسيا إيمي زو                                          | كاتارينا كوزموفا كات كوبتز لوسيا يلينارس دومينغو فلادا اكشيباروفا               |
| 16 سبتمبر | سبتة، إسبانيا صلب W15 سحوبات الفردي والزوجي                                                | كات كوبتز أميلي فان إمبي 3–2 انسحب                              | جوديث بيريلو سافيدرا ألبا ري غارسيا                             | ألبا ري غارسيا إيمي زو                                          | كاتارينا كوزموفا كات كوبتز لوسيا يلينارس دومينغو فلادا اكشيباروفا               |
| 16 سبتمبر | المنستير، تونس صلب W15 الفردي والزوجي القرعة                                               | إليسا فانلانغندونك 6–3، 6–1                                     | صوفيا إلينا كابياس دومينغيز                                     | داشا بليخانوفا آنا هيرتل                                        | فيولا توريني أنجيليكا راجي كاميلا زانوليني إليسا ريغير                          |
| 16 سبتمبر | المنستير، تونس صلب W15 الفردي والزوجي القرعة                                               | لويزا هردا فيولا توريني 6–0، 7–6(7–3)                           | أنجيليكا راجي تيان نيهوا                                        | داشا بليخانوفا آنا هيرتل                                        | فيولا توريني أنجيليكا راجي كاميلا زانوليني إليسا ريغير                          |
| 23 سبتمبر | Lisboa Belém Open لشبونة، البرتغال ترابية W75 فردي – زوجي                                  | فيكتوريا خيمينيز كاسينتسيفا 6–4، 6–2                            | Guiomar Maristany                                               | Ylena In-Albon Ángela Fita Boluda                               | أرانتشا روس Simona Waltert Carole Monnet Francesca Jones                        |
| 23 سبتمبر | Lisboa Belém Open لشبونة، البرتغال ترابية W75 فردي – زوجي                                  | فرانسيسكا خورخي Matilde Jorge 7–6(7–5)، 6–4                     | Yvonne Cavallé Reimers Ángela Fita Boluda                       | Ylena In-Albon Ángela Fita Boluda                               | أرانتشا روس Simona Waltert Carole Monnet Francesca Jones                        |
| 23 سبتمبر | جولة التنس الصربية كورشومليا بانيا، صربيا ترابية W75 فردي – زوجي                           | Lola Radivojević 6–2، 7–6(9–7)                                  | Raluca Șerban                                                   | Lina Gjorcheska باتريسيا ماريا تيغ                              | دليلا ياكوبوفيتش نينا ستويانوفيتش تينا لوكاس Berfu Cengiz                       |
| 23 سبتمبر | جولة التنس الصربية كورشومليا بانيا، صربيا ترابية W75 فردي – زوجي                           | Amina Anshba · Noma Noha Akugue · 6–2، 7–6(7–2)                 | كريستينا دينو Lia Karatancheva                                  | Lina Gjorcheska باتريسيا ماريا تيغ                              | دليلا ياكوبوفيتش نينا ستويانوفيتش تينا لوكاس Berfu Cengiz                       |
| 23 سبتمبر | بطولة سنترال كوست برو تنس المفتوحة تيمبلتون، الولايات المتحدة صلبة W75 فردي – زوجي         | Renata Zarazúa 6–4، 6–3                                         | أوسوي مايتان أركونادا                                           | Cadence Brace Katrina Scott                                     | Irina Shymanovich · Himeno Sakatsume · إليزابيث ماندليك · ريبيكا مارينو         |
| 23 سبتمبر | بطولة سنترال كوست برو تنس المفتوحة تيمبلتون، الولايات المتحدة صلبة W75 فردي – زوجي         | Sophie Chang Rasheeda McAdoo 1–6، 6–2، [10–4]                   | Carmen Corley ريبيكا مارينو                                     | Cadence Brace Katrina Scott                                     | Irina Shymanovich · Himeno Sakatsume · إليزابيث ماندليك · ريبيكا مارينو         |
| 23 سبتمبر | بيلار، الأرجنتين ترابية W50 قرعة الفردي والزوجي                                            | سولانا سييرا 6–2 انسحاب                                         | ليوليا جانجين                                                   | إيرين بوريو إسكوريهويلا آنا صوفيا سانشيز                        | جيبيك كولامباييفا جيورجيا بيدوني فاليريا ستراخوفا نيكول فوسا هويرجو             |
| 23 سبتمبر | بيلار، الأرجنتين ترابية W50 قرعة الفردي والزوجي                                            | كارولينا ألفيس جوليا رييرا 6–4، 7–5                             | نيكول فوسا هويرجو جيبيك كولامباييفا                             | إيرين بوريو إسكوريهويلا آنا صوفيا سانشيز                        | جيبيك كولامباييفا جيورجيا بيدوني فاليريا ستراخوفا نيكول فوسا هويرجو             |
| 23 سبتمبر | ناناو، اليابان سجادة W50 قرعة الفردي والزوجي                                               | آوي إيتو 6–2، 6–1                                               | أيانو شيميزو                                                    | كيوكا أوكامورا رينون أوكواكي                                    | مي ياماغوتشي هارونا أراكاوا موموكو كوبوري هاروكا كاجي                           |
| 23 سبتمبر | ناناو، اليابان سجادة W50 قرعة الفردي والزوجي                                               | آوي إيتو ناهو ساتو 6–1، 6–3                                     | موموكو كوبوري أيانو شيميزو                                      | كيوكا أوكامورا رينون أوكواكي                                    | مي ياماغوتشي هارونا أراكاوا موموكو كوبوري هاروكا كاجي                           |
| 23 سبتمبر | سانتا مارغريتا دي بولا، إيطاليا طين W35 قرعة الفردي والزوجي                                | جوليا غراهر 3–6، 6–0، 6–2                                       | ليوني كونغ                                                      | سيلفيا أمبروسيو جولي سترابلوفا                                  | هاني فانديونيكل كاميلا جينارو أنستازيا أباياتو داريا كوتسر                      |
| 23 سبتمبر | سانتا مارغريتا دي بولا، إيطاليا طين W35 قرعة الفردي والزوجي                                | داريا كوتسر ليزا زار انسحاب                                     | سيلفيا أمبروسيو جولي سترابلوفا                                  | سيلفيا أمبروسيو جولي سترابلوفا                                  | هاني فانديونيكل كاميلا جينارو أنستازيا أباياتو داريا كوتسر                      |
| 23 سبتمبر | تحدي نادي بيركيلي للتنس بيركيلي، الولايات المتحدة صلب W35 قرعة الفردي والزوجي              | إيفا جوفيتش 6–3، 2–6، 6–3                                       | فيكتوريا مبوكو                                                  | جيمي فورليس ويتني أوسويجوي                                      | فيكتوريا كوزموفا ألانا سميث جيمي لوبي كليرفي نغونو                              |
| 23 سبتمبر | تحدي نادي بيركيلي للتنس بيركيلي، الولايات المتحدة صلب W35 قرعة الفردي والزوجي              | أليسيا بولتون ميغان ماناس 6–7(3–7)، 6–2، [10–6]                 | روتوجا بسالي إما برجيتش بوكو                                    | جيمي فورليس ويتني أوسويجوي                                      | فيكتوريا كوزموفا ألانا سميث جيمي لوبي كليرفي نغونو                              |
| 23 سبتمبر | فارنا، بلغاريا طين W15 قرعة الفردي والزوجي                                                 | جورجيا كراتشيون 7–5، 6–0                                        | يليزافيتا كوتليار                                               | إلينا روكساندرا بيرتيا ماغدالينا سميكالوفا                      | أليسا بارانوفسكا كيارا جيريلي شانيل لاكوني يوانا كوستانتينوفا                   |
| 23 سبتمبر | فارنا، بلغاريا طين W15 قرعة الفردي والزوجي                                                 | ماريا أندرينكو · تيلواث دي جيرولامي · 5–7، 6–1، [10–3]          | كيارا جيريلي إيرين لافينو                                       | إلينا روكساندرا بيرتيا ماغدالينا سميكالوفا                      | أليسا بارانوفسكا كيارا جيريلي شانيل لاكوني يوانا كوستانتينوفا                   |
| 23 سبتمبر | شرم الشيخ، مصر صلب W15 قرعة الفردي والزوجي                                                 | لميس الحسين عبد العزيز 3–6، 3–6                                 | ساندرا سمير                                                     | جوانا جارلاند جاكلين كاباج أواد                                 | سلمى دروجدوفا زوزيا كاردافا بريانا سابو نويمي ماينز                             |
| 23 سبتمبر | شرم الشيخ، مصر صلب W15 قرعة الفردي والزوجي                                                 | دفني شيربانلي ياسمين عزت 2–6، 3–6، [7–10]                       | داريا سوفيردجونكوفا · داريا زيلينسكايا                          | جوانا جارلاند جاكلين كاباج أواد                                 | سلمى دروجدوفا زوزيا كاردافا بريانا سابو نويمي ماينز                             |
| 23 سبتمبر | يونغوول، كوريا الجنوبية Hard W15 قرعة الفردي والزوجي                                       | باك دا-يون 2–6، 1–6                                             | لي أون-هي                                                       | جانغ يينغ كودي وونغ                                             | جيونغ بو-يونغ تشيهيرو موراماتسو تشوي سو-يون لين فانغ-آن                         |
| 23 سبتمبر | يونغوول، كوريا الجنوبية Hard W15 قرعة الفردي والزوجي                                       | لي يا-هسين لين فانغ-آن 4–6، 7–6(8–6)، [6–10]                    | جيونغ سو-نام يي كيويو                                           | جانغ يينغ كودي وونغ                                             | جيونغ بو-يونغ تشيهيرو موراماتسو تشوي سو-يون لين فانغ-آن                         |
| 23 سبتمبر | ترنافا، سلوفاكيا Hard (i) W15 قرعة الفردي والزوجي                                          | كاتارينا كوزموفا 4–6، 6–3، 3–6                                  | رادكا زيلنيتشكوفا                                               | صوفيا ميلاتوفا · ميلانا زابرايلوفا                              | أنيتا لابوتكوفا لورا سيليكوفا أميلي جوستين هيتمانك مارا جوث                     |
| 23 سبتمبر | ترنافا، سلوفاكيا Hard (i) W15 قرعة الفردي والزوجي                                          | كاتارينا كوزموفا نينا فارغوفا 5–7، 6–4، [6–10]                  | إيفانا سيبستوفا رادكا زيلنيتشكوفا                               | صوفيا ميلاتوفا · ميلانا زابرايلوفا                              | أنيتا لابوتكوفا لورا سيليكوفا أميلي جوستين هيتمانك مارا جوث                     |
| 23 سبتمبر | مدريد، إسبانيا Hard W15 قرعة الفردي والزوجي                                                | سونيا زهيينباييفا 1–6، 7–5، 1–6                                 | أليس جيلان                                                      | جيني دورست ألبا ري غارسيا                                       | تيس سوجنو إيمي زو لوسيا ليناريس دومينغو كو يون-وو                               |
| 23 سبتمبر | مدريد، إسبانيا Hard W15 قرعة الفردي والزوجي                                                | جيني دورست سيلين سيمونيو 4–6، 4–6                               | فلادا إكشيبروفا إيما ويلسون                                     | جيني دورست ألبا ري غارسيا                                       | تيس سوجنو إيمي زو لوسيا ليناريس دومينغو كو يون-وو                               |
| 23 سبتمبر | منستير، تونس Hard W15 قرعة الفردي والزوجي                                                  | كاميلا زانوليني 2–6، 1–6                                        | صوفيا إيلينا كابيزاس دومينغيز                                   | لورا برونكل أرابيلا كولر                                        | زو روروي داريا فرايمان جينا ماري ديتيمان إلييسا فانلانغندونك                    |
| 23 سبتمبر | منستير، تونس Hard W15 قرعة الفردي والزوجي                                                  | داريا فرايمان لورين جون-بابتيست 6–7(7–9)، 4–6                   | نينا رادوفانوفيتش ماري فيليه                                    | لورا برونكل أرابيلا كولر                                        | زو روروي داريا فرايمان جينا ماري ديتيمان إلييسا فانلانغندونك                    |
| 30 سبتمبر | ساو باولو تورنيو إنترناسيونال دي تينيس فيمينينو ساو باولو، البرازيل ترابية W75 فردي – زوجي | لورا بيجوسي 6–7(3–7)، 6–3، 6–3                                  | بياتريس ريشي                                                    | جوليا رييرا · داريا لوديكاوفا                                   | ديليتا تشيروبيني نيكول فوسا هيرجو جيورجا بيدوني إيريني بورييو إسكوريهويلا       |
| 30 سبتمبر | ساو باولو تورنيو إنترناسيونال دي تينيس فيمينينو ساو باولو، البرازيل ترابية W75 فردي – زوجي | نيكول فوسا هيرجو جيبك كولامبايفا 3–6، 6–2، [10–4]               | إليني كريستوفي أورورا زانتيدسشي                                 | جوليا رييرا · داريا لوديكاوفا                                   | ديليتا تشيروبيني نيكول فوسا هيرجو جيورجا بيدوني إيريني بورييو إسكوريهويلا       |
| 30 سبتمبر | شيبينيك أوبن شيبينيك، كرواتيا ترابية W75 فردي – زوجي                                       | سارا بيجليك 6–2، 6–0                                            | داريا سيمينستايا                                                | إيبك أوز كاثينكا فون ديكمان                                     | فيرونيكا إيرجافيتش ستيفاني فاجنر نوريا برانكاتشيو جيفا فلكنر                    |
| 30 سبتمبر | شيبينيك أوبن شيبينيك، كرواتيا ترابية W75 فردي – زوجي                                       | جيفا فلكنر أماريسا توث 2–1 انسحاب                               | رالوكا شيربان أنكا تودوني                                       | إيبك أوز كاثينكا فون ديكمان                                     | فيرونيكا إيرجافيتش ستيفاني فاجنر نوريا برانكاتشيو جيفا فلكنر                    |
| 30 سبتمبر | رانشو سانتا فاي أوبن رانشو سانتا فاي، الولايات المتحدة صلبة W75 فردي – زوجي                | إيفا جوفيك 6–3، 6–3                                             | إينا شيبهارا                                                    | كاثرين سيبوف لانلانا تارارودي                                   | مايا جوينت لورين ديفيس غابرييلا كنوتسون ريبيكا مارينو                           |
| 30 سبتمبر | رانشو سانتا فاي أوبن رانشو سانتا فاي، الولايات المتحدة صلبة W75 فردي – زوجي                | ماريا كونونوفا · ماريا كوزيريفا · 6–2، 7–6(7–4)                 | هيلي جيافارا راشيدا مكادو                                       | كاثرين سيبوف لانلانا تارارودي                                   | مايا جوينت لورين ديفيس غابرييلا كنوتسون ريبيكا مارينو                           |
| 30 سبتمبر | كيرنز (ولاية كوينزلاند)، أستراليا صلبة W35 قرعة الفردي والزوجي                             | تاليا جيبسون 6–2، 7–6(7–2)                                      | ليزيت كابريرا                                                   | مونيك باري ماديسون إنجليس                                       | بيترا هول ألانا بارنبي كيوكا أوكامورا إيلينا ميكيتش                             |
| 30 سبتمبر | كيرنز (ولاية كوينزلاند)، أستراليا صلبة W35 قرعة الفردي والزوجي                             | بيترا هول ألانا بارنبي 6–2، 6–2                                 | ميا هورفيت تينيكا مكجيفين                                       | مونيك باري ماديسون إنجليس                                       | بيترا هول ألانا بارنبي كيوكا أوكامورا إيلينا ميكيتش                             |
| 30 سبتمبر | رانس، فرنسا صلبة (i) W35 قرعة الفردي والزوجي                                               | جوليا أفدييفا · 3–6، 3–6، 4–6                                   | مارغو روفروي                                                    | أنستازيا كوليكوفا سيلين ناف                                     | أليس توبيليو أمارني بانكس أيلا أكسو مانون ليونارد                               |
| 30 سبتمبر | رانس، فرنسا صلبة (i) W35 قرعة الفردي والزوجي                                               | سارة بيث غري مينج جي شو 3–6، 1–6                                | إيكاترينا أوفشارينكو · إميلي ويبلي سميث                         | أنستازيا كوليكوفا سيلين ناف                                     | أليس توبيليو أمارني بانكس أيلا أكسو مانون ليونارد                               |
| 30 سبتمبر | سانتا مارغريتا دي بولا، إيطاليا ترابية W35 قرعة الفردي والزوجي                             | سارا كاكاريفيتش 6–2، 7–6(8–10)                                  | ماتيلدي باوليتتي                                                | تيريزا فالينتوفا كارلوتا مارتينيز كيريز                         | ليلي تايجر تينا نادين سميث فيديريكا أورجيزي سابفو ساكيلاريدي                    |
| 30 سبتمبر | سانتا مارغريتا دي بولا، إيطاليا ترابية W35 قرعة الفردي والزوجي                             | سابفو ساكيلاريدي أرين فاسيليسيك 2–6، 2–6                        | نومي بازيليني فيتوريا باغانيتي                                  | تيريزا فالينتوفا كارلوتا مارتينيز كيريز                         | ليلي تايجر تينا نادين سميث فيديريكا أورجيزي سابفو ساكيلاريدي                    |
| 30 سبتمبر | بازة، إسبانيا أرضية صلبة W35 قرعة الفردي والزوجي                                           | سوزان بانديتشي 3–6، 3–6                                         | أريانا جيرلينجز                                                 | إيمي زهو · ألينا تشاريفا                                        | جوستينا ميكولسكيت كو يون وو كايتلين كويفدو أماندين هيس                          |
| 30 سبتمبر | بازة، إسبانيا أرضية صلبة W35 قرعة الفردي والزوجي                                           | تاييسيا مورديرجير يانا مورديرجير 3–6، 6–7(1–7)                  | ناهيا بيريكويتشيا · ألينا تشاريفا                               | إيمي زهو · ألينا تشاريفا                                        | جوستينا ميكولسكيت كو يون وو كايتلين كويفدو أماندين هيس                          |
| 30 سبتمبر | ريددينغ، الولايات المتحدة أرضية صلبة W35 قرعة الفردي والزوجي                               | ليا ما 3–6، 2–6                                                 | ماريا ماتيز                                                     | لوسيانا بيريز ألركون أينا أكلي                                  | أوسوي مايتان أركونادا أوليفيا لينسر هيمينو ساكاتسومي إيرين كايتانو              |
| 30 سبتمبر | ريددينغ، الولايات المتحدة أرضية صلبة W35 قرعة الفردي والزوجي                               | أينا أكلي إيرين كايتانو 2–6، 2–6                                | كليرفي نجونو هيمينو ساكاتسومي                                   | لوسيانا بيريز ألركون أينا أكلي                                  | أوسوي مايتان أركونادا أوليفيا لينسر هيمينو ساكاتسومي إيرين كايتانو              |
| 30 سبتمبر | شرم الشيخ، مصر أرضية صلبة W15 قرعة الفردي والزوجي                                          | داريا إيجوروفا · 5–7، 0–6                                       | ساندرا سمير                                                     | ياسمين عزت · أناستاسيا جاسانوفا                                 | جوانا جيرلاند أروجان ساجانديكوفا زوزانا بافليكوسكا فيكتوريا لويزا باروس         |
| 30 سبتمبر | شرم الشيخ، مصر أرضية صلبة W15 قرعة الفردي والزوجي                                          | زوزانا بافليكوسكا ساندرا سمير 3–6، 4–6                          | داريا إيجوروفا · أناستاسيا جاسانوفا                             | ياسمين عزت · أناستاسيا جاسانوفا                                 | جوانا جيرلاند أروجان ساجانديكوفا زوزانا بافليكوسكا فيكتوريا لويزا باروس         |
| 30 سبتمبر | ترنافا، سلوفاكيا أرضية صلبة (داخلياً) W15 قرعة الفردي والزوجي                               | نينا فارغوفا 6–1، 3–6، 6–3                                      | أميليا راجيكي                                                   | ماري فيكرلي رادكا زلنيتشكوفا                                    | فاليريا أوليانوفيسكايا يوهان سفيندسن ميا بوهانكوفا كاترينا كوزموفا              |
| 30 سبتمبر | ترنافا، سلوفاكيا أرضية صلبة (داخلياً) W15 قرعة الفردي والزوجي                               | ريبيكا مونك مورتنسن يوهان سفيندسن 7–5، 7–6(7–2)                 | أدريان ناغي إيفانا شيبيستوفا                                    | ماري فيكرلي رادكا زلنيتشكوفا                                    | فاليريا أوليانوفيسكايا يوهان سفيندسن ميا بوهانكوفا كاترينا كوزموفا              |
| 30 سبتمبر | يونغوول، كوريا الجنوبية صلب W15 قرعة الفردي والزوجي                                        | باك دا يون 6–1، 6–2                                             | جيونغ بو-يونغ                                                   | كيم دا بن لي أون هاي                                            | جيونغ سو نام كيم سو مين آن يو جين أوه أون جي                                    |
| 30 سبتمبر | يونغوول، كوريا الجنوبية صلب W15 قرعة الفردي والزوجي                                        | باك دا يون لي أون هاي 6–1، 6–1                                  | كيم نا ري يي كيويو                                              | كيم دا بن لي أون هاي                                            | جيونغ سو نام كيم سو مين آن يو جين أوه أون جي                                    |
| 30 سبتمبر | المنستير، تونس صلب W15 قرعة الفردي والزوجي                                                 | داريا فرايمان 6–3، 6–0                                          | ماديليف هاغيمان                                                 | إليسا فانلانجوندونك صوفيا إلينا كابيزاس دومينغيز                | ماري فيليه أرابيلا كولر فيولا توريني تانيشا كاشياب                              |
| 30 سبتمبر | المنستير، تونس صلب W15 قرعة الفردي والزوجي                                                 | مارسلا كروز جينا ماري ديتمن 6–4، 6–4                            | ماديليف هاغيمان فيكي فان دي بير                                 | إليسا فانلانجوندونك صوفيا إلينا كابيزاس دومينغيز                | ماري فيليه أرابيلا كولر فيولا توريني تانيشا كاشياب                              |

## الروابط الخارجية
- "10،600 لاعبة، 1135 حدثًا: جولة الاتحاد الدولي لكرة المضرب العالمية للسيدات لعام 2023 بالأرقام". الاتحاد الدولي لكرة المضرب. اطلع عليه بتاريخ 2024-01-02.
- "أجندة جولة الاتحاد الدولي لكرة المضرب العالمية للسيدات". الاتحاد الدولي لكرة المضرب. اطلع عليه بتاريخ 2024-01-02.
- الاتحاد الدولي لكرة المضرب